# Liste des chapelles de la Savoie
La liste des chapelles de la Savoie présente les chapelles de culte catholique situées sur le territoire des communes du département français de la Savoie. Il est fait état des diverses protections dont elles peuvent bénéficier, et notamment les inscriptions et classements au titre des monuments historiques.
Toutes sont situées dans l'archidiocèse de Chambéry, Maurienne et Tarentaise.

## Liste
| Chapelle                                                                                    | Commune                        | Adresse | Coordonnées                      | Notice         | Protection                                                                       | Date        | Illustration                                                                       |
| ------------------------------------------------------------------------------------------- | ------------------------------ | ------- | -------------------------------- | -------------- | -------------------------------------------------------------------------------- | ----------- | ---------------------------------------------------------------------------------- |
| Chapelle Notre-Dame-de-la-Roche d'Aiguebelle                                                | Aiguebelle                     |         | 45° 32′ 27″ nord, 6° 18′ 28″ est |                |                                                                                  |             | Image manquante Téléverser                                                         |
| Chapelle d'Aigueblanche                                                                     | Aigueblanche                   |         | 45° 32′ 27″ nord, 6° 30′ 34″ est |                |                                                                                  |             | Image manquante Téléverser                                                         |
| Chapelle de la Correrie de l'ancienne chartreuse d'Aillon-le-Jeune                          | Aillon-le-Jeune                |         | 45° 36′ 35″ nord, 6° 06′ 22″ est |                |                                                                                  |             | Chapelle de la Correrie de l'ancienne chartreuse d'Aillon-le-Jeune                 |
| Chapelle d'Aillon-le-Vieux                                                                  | Aillon-le-Vieux                |         | 45° 40′ 13″ nord, 6° 05′ 45″ est |                |                                                                                  |             | Image manquante Téléverser                                                         |
| Chapelle de la Croix d'Aime-la-Plagne                                                       | Aime-la-Plagne                 |         | à géolocaliser                   |                |                                                                                  |             | Image manquante Téléverser                                                         |
| Chapelle de Planchamp                                                                       | Aime-la-Plagne                 |         | 45° 32′ 20″ nord, 6° 39′ 00″ est |                |                                                                                  |             | Image manquante Téléverser                                                         |
| Chapelle du Calvaire de Longefoy                                                            | Aime-la-Plagne                 |         | 45° 32′ 08″ nord, 6° 37′ 18″ est |                |                                                                                  |             | Image manquante Téléverser                                                         |
| Chapelle Sainte-Agathe de Montvilliers                                                      | Aime-la-Plagne                 |         | 45° 32′ 21″ nord, 6° 38′ 04″ est |                |                                                                                  |             | Image manquante Téléverser                                                         |
| Chapelle Saint-Eustache de Villarolland                                                     | Aime-la-Plagne                 |         | 45° 33′ 19″ nord, 6° 37′ 48″ est |                |                                                                                  |             | Image manquante Téléverser                                                         |
| Chapelle Saint-Michel de Charvaz                                                            | Aime-la-Plagne                 |         | 45° 33′ 26″ nord, 6° 36′ 46″ est |                |                                                                                  |             | Image manquante Téléverser                                                         |
| Chapelle de Plangerland                                                                     | Aime-la-Plagne                 |         | 45° 32′ 07″ nord, 6° 39′ 24″ est |                |                                                                                  |             | Image manquante Téléverser                                                         |
| Chapelle Sainte-Apolinie de Tessens                                                         | Aime-la-Plagne                 |         | 45° 33′ 32″ nord, 6° 37′ 10″ est |                |                                                                                  |             | Image manquante Téléverser                                                         |
| Chapelle de l'Annonciation de Montalbert                                                    | Aime-la-Plagne                 |         | 45° 32′ 06″ nord, 6° 38′ 10″ est |                |                                                                                  |             | Image manquante Téléverser                                                         |
| Chapelle Saint-Sigismond d'Aime                                                             | Aime-la-Plagne                 |         | 45° 33′ 29″ nord, 6° 39′ 00″ est |                |                                                                                  |             | Chapelle Saint-Sigismond d'Aime                                                    |
| Chapelle Notre-Dame-des-Neiges de Montgésin                                                 | Aime-la-Plagne                 |         | à géolocaliser                   |                |                                                                                  |             | Chapelle Notre-Dame-des-Neiges de Montgésin                                        |
| Chapelle du Sacré-Cœur de Dressy                                                            | Albens                         |         | 45° 48′ 08″ nord, 5° 55′ 03″ est |                |                                                                                  |             | Chapelle du Sacré-Cœur de Dressy                                                   |
| Chapelle Notre-Dame-de-Tout-Pouvoir d'Ansigny                                               | Albens                         |         | 45° 48′ 16″ nord, 5° 55′ 51″ est |                |                                                                                  |             | Image manquante Téléverser                                                         |
| Chapelle Saint-Sébastien de Conflans                                                        | Albertville                    |         | 45° 40′ 09″ nord, 6° 24′ 04″ est |                |                                                                                  |             | Image manquante Téléverser                                                         |
| Chapelle Notre-Dame-de-Grâce d'Albiez-Montrond                                              | Albiez-Montrond                |         | 45° 13′ 05″ nord, 6° 19′ 12″ est | « PA00118185 » | Inscrit MH                                                                       | 1988        | Image manquante Téléverser                                                         |
| Chapelle de l'Immaculée-Conception du Mollard                                               | Albiez-Montrond                |         | 45° 12′ 25″ nord, 6° 20′ 05″ est |                |                                                                                  |             | Image manquante Téléverser                                                         |
| Chapelle Notre-Dame-des-Victoires de la Saussaz                                             | Albiez-Montrond                |         | 45° 11′ 43″ nord, 6° 19′ 56″ est |                |                                                                                  |             | Image manquante Téléverser                                                         |
| Chapelle Saint-Bernard-de-Menthon de la Villette                                            | Albiez-Montrond                |         | 45° 12′ 06″ nord, 6° 20′ 01″ est |                |                                                                                  |             | Image manquante Téléverser                                                         |
| Chapelle Sainte-Marguerite de la Cochette                                                   | Albiez-Montrond                |         | 45° 13′ 49″ nord, 6° 20′ 07″ est |                |                                                                                  |             | Image manquante Téléverser                                                         |
| Chapelle Saint-Georges du Freigny                                                           | Albiez-Montrond                |         | 45° 12′ 09″ nord, 6° 19′ 40″ est |                |                                                                                  |             | Image manquante Téléverser                                                         |
| Chapelle Saint-Grat de Gevoudaz                                                             | Albiez-Montrond                |         | 45° 13′ 49″ nord, 6° 18′ 52″ est |                |                                                                                  |             | Image manquante Téléverser                                                         |
| Chapelle Saint-Roch du Chalmieu                                                             | Albiez-Montrond                |         | 45° 11′ 08″ nord, 6° 18′ 59″ est |                |                                                                                  |             | Image manquante Téléverser                                                         |
| Chapelle Saint-Sébastien des Rieux                                                          | Albiez-Montrond                |         | 45° 11′ 46″ nord, 6° 19′ 44″ est |                |                                                                                  |             | Image manquante Téléverser                                                         |
| Chapelle Notre-Dame-des-Neiges et de la Présentation de Bonvillard                          | Albiez-le-Jeune                |         | 45° 13′ 54″ nord, 6° 21′ 02″ est |                |                                                                                  |             | Image manquante Téléverser                                                         |
| Chapelle de Mérier                                                                          | Allondaz                       |         | 45° 42′ 43″ nord, 6° 22′ 36″ est |                |                                                                                  |             | Image manquante Téléverser                                                         |
| Chapelle Saint-Martin d'Argentine                                                           | Argentine                      |         | 45° 29′ 46″ nord, 6° 18′ 54″ est |                |                                                                                  |             | Image manquante Téléverser                                                         |
| Chapelle Notre-Dame de Montagny                                                             | Arith                          |         | 45° 43′ 10″ nord, 6° 04′ 26″ est |                |                                                                                  |             | Image manquante Téléverser                                                         |
| Chapelle Sainte-Marguerite d'Arvillard                                                      | Arvillard                      |         | 45° 26′ 20″ nord, 6° 06′ 14″ est |                |                                                                                  |             | Image manquante Téléverser                                                         |
| Chapelle du fort Victor-Emmanuel                                                            | Aussois                        |         | 45° 12′ 49″ nord, 6° 44′ 16″ est |                |                                                                                  |             | Image manquante Téléverser                                                         |
| Chapelle Notre-Dame-de-la-Salette d'Aussois                                                 | Aussois                        |         | 45° 13′ 41″ nord, 6° 44′ 25″ est |                |                                                                                  |             | Chapelle Notre-Dame-de-la-Salette d'Aussois                                        |
| Chapelle Saint-Roch d'Aussois                                                               | Aussois                        |         | 45° 13′ 47″ nord, 6° 44′ 37″ est |                |                                                                                  |             | Image manquante Téléverser                                                         |
| Chapelle Notre-Dame-des-Anges d'Aussois                                                     | Aussois                        |         | 45° 16′ 21″ nord, 6° 42′ 29″ est |                |                                                                                  |             | Chapelle Notre-Dame-des-Anges d'Aussois                                            |
| Chapelle Saint-Benoît d'Avrieux                                                             | Avrieux                        |         | 45° 13′ 06″ nord, 6° 43′ 40″ est | « PA00118189 » | Classé MH                                                                        | 1991        | Chapelle Saint-Benoît d'Avrieux                                                    |
| Chapelle Notre-Dame-des-Neiges d'Avrieux                                                    | Avrieux                        |         | 45° 12′ 54″ nord, 6° 43′ 13″ est | « PA00118190 » | Classé MH                                                                        | 1989        | Chapelle Notre-Dame-des-Neiges d'Avrieux                                           |
| Chapelle de la Trinité d'Avrieux                                                            | Avrieux                        |         | à géolocaliser                   |                |                                                                                  |             | Image manquante Téléverser                                                         |
| Chapelle Saint-Sébastien d'Avrieux                                                          | Avrieux                        |         | à géolocaliser                   |                |                                                                                  |             | Image manquante Téléverser                                                         |
| Chapelle Notre-Dame d'Ayn                                                                   | Ayn                            |         | 45° 33′ 57″ nord, 5° 44′ 02″ est |                |                                                                                  |             | Image manquante Téléverser                                                         |
| Chapelle de Roselend                                                                        | Beaufort                       |         | 45° 41′ 59″ nord, 6° 38′ 45″ est |                |                                                                                  |             | Chapelle de Roselend                                                               |
| Chapelle Notre-Dame-de-la-Pitié de Beaufort                                                 | Beaufort                       |         | 45° 43′ 13″ nord, 6° 33′ 50″ est |                |                                                                                  |             | Image manquante Téléverser                                                         |
| Chapelle Notre-Dame-du-Bon-Secours dite aussi Saint-André des Cernix                        | Beaufort                       |         | 45° 42′ 35″ nord, 6° 35′ 46″ est |                |                                                                                  |             | Image manquante Téléverser                                                         |
| Chapelle Notre-Dame-du-Puy du Château                                                       | Beaufort                       |         | 45° 43′ 38″ nord, 6° 33′ 46″ est |                |                                                                                  |             | Image manquante Téléverser                                                         |
| Chapelle Saint-Antoine du Praz                                                              | Beaufort                       |         | 45° 41′ 58″ nord, 6° 33′ 59″ est |                |                                                                                  |             | Image manquante Téléverser                                                         |
| Chapelle Saint-Aubin des Carroz-Dessous                                                     | Beaufort                       |         | 45° 41′ 24″ nord, 6° 33′ 46″ est |                |                                                                                  |             | Image manquante Téléverser                                                         |
| Chapelle Saint-Bernard du Bersend                                                           | Beaufort                       |         | 45° 42′ 28″ nord, 6° 34′ 39″ est |                |                                                                                  |             | Image manquante Téléverser                                                         |
| Chapelle Sainte-Brigitte-et-Sainte-Marguerite des Curtillets                                | Beaufort                       |         | 45° 41′ 24″ nord, 6° 33′ 46″ est |                |                                                                                  |             | Image manquante Téléverser                                                         |
| Chapelle Saint-François-de-Sales des Villes-Dessous                                         | Beaufort                       |         | 45° 42′ 55″ nord, 6° 35′ 38″ est |                |                                                                                  |             | Image manquante Téléverser                                                         |
| Chapelle Saint-Grat de la Pierre                                                            | Beaufort                       |         | 45° 43′ 37″ nord, 6° 33′ 09″ est |                |                                                                                  |             | Image manquante Téléverser                                                         |
| Chapelle Saint-Guérin de l'Ami                                                              | Beaufort                       |         | 45° 39′ 38″ nord, 6° 34′ 42″ est |                |                                                                                  |             | Image manquante Téléverser                                                         |
| Chapelle Saint-Isidore du Mont                                                              | Beaufort                       |         | 45° 42′ 35″ nord, 6° 33′ 39″ est |                |                                                                                  |             | Image manquante Téléverser                                                         |
| Chapelle Saint-Jacques de Boudin                                                            | Beaufort                       |         | 45° 41′ 06″ nord, 6° 34′ 51″ est |                |                                                                                  |             | Chapelle Saint-Jacques de Boudin                                                   |
| Chapelle Saint-Laurent des Outards                                                          | Beaufort                       |         | 45° 43′ 18″ nord, 6° 34′ 47″ est |                |                                                                                  |             | Image manquante Téléverser                                                         |
| Chapelle Saint-Ours de Beaubois                                                             | Beaufort                       |         | 45° 42′ 06″ nord, 6° 37′ 01″ est |                |                                                                                  |             | Image manquante Téléverser                                                         |
| Chapelle Saint-Ours de la Dray                                                              | Beaufort                       |         | 45° 40′ 29″ nord, 6° 32′ 37″ est |                |                                                                                  |             | Image manquante Téléverser                                                         |
| Chapelle Saint-Roch de la Gittaz                                                            | Beaufort                       |         | 45° 43′ 23″ nord, 6° 40′ 29″ est |                |                                                                                  |             | Image manquante Téléverser                                                         |
| Chapelle Saint-Sébastien-et-Saint-Antoine-de-Padoue de la Frasse                            | Beaufort                       |         | 45° 41′ 39″ nord, 6° 33′ 38″ est |                |                                                                                  |             | Image manquante Téléverser                                                         |
| Chapelle Saint-Bon des Villes-Dessus                                                        | Beaufort                       |         | 45° 43′ 10″ nord, 6° 35′ 35″ est |                |                                                                                  |             | Image manquante Téléverser                                                         |
| Chapelle Saints-Guérin-Clair-et-François-de-Sales du Mont-Devant                            | Bellecombe-en-Bauges           |         | à géolocaliser                   |                |                                                                                  |             | Chapelle Saints-Guérin-Clair-et-François-de-Sales du Mont-Devant                   |
| Chapelle Notre-Dame-de-la-Compassion de Bellentre                                           | Bellentre                      |         | 45° 34′ 08″ nord, 6° 42′ 45″ est |                |                                                                                  |             | Image manquante Téléverser                                                         |
| Chapelle Notre-Dame-des-Ermites de Bellentre                                                | Bellentre                      |         | à géolocaliser                   |                |                                                                                  |             | Image manquante Téléverser                                                         |
| Chapelle Saint-Clair de Montorlin                                                           | Bellentre                      |         | à géolocaliser                   |                |                                                                                  |             | Image manquante Téléverser                                                         |
| Chapelle Saint-Grat du Villard                                                              | Bellentre                      |         | à géolocaliser                   |                |                                                                                  |             | Image manquante Téléverser                                                         |
| Chapelle Saint-Joseph du Gothard                                                            | Bellentre                      |         | à géolocaliser                   |                |                                                                                  |             | Image manquante Téléverser                                                         |
| Chapelle Notre-Dame-des-Sept-Douleurs de Tramonet                                           | Belmont-Tramonet               |         | 45° 34′ 47″ nord, 5° 39′ 39″ est |                |                                                                                  |             | Chapelle Notre-Dame-des-Sept-Douleurs de Tramonet                                  |
| Chapelle Saint-Antoine de Bessans                                                           | Bessans                        |         | 45° 19′ 12″ nord, 6° 59′ 43″ est | « PA00118195 » | Classé MH                                                                        | 1897        | Chapelle Saint-Antoine de Bessans                                                  |
| Chapelle du Saint-Esprit de Bessans                                                         | Bessans                        |         | à géolocaliser                   |                |                                                                                  |             | Image manquante Téléverser                                                         |
| Chapelle Notre-Dame-des-Grâces du Villaron                                                  | Bessans                        |         | 45° 19′ 54″ nord, 7° 01′ 00″ est |                |                                                                                  |             | Chapelle Notre-Dame-des-Grâces du Villaron                                         |
| Chapelle Saint-Claude des Bergeries                                                         | Bessans                        |         | 45° 19′ 05″ nord, 6° 59′ 22″ est |                |                                                                                  |             | Image manquante Téléverser                                                         |
| Chapelle Saint-Colomban du Villaron                                                         | Bessans                        |         | 45° 20′ 01″ nord, 7° 00′ 51″ est |                |                                                                                  |             | Image manquante Téléverser                                                         |
| Chapelle Sainte-Marie-Madeleine des Vincendières                                            | Bessans                        |         | 45° 18′ 25″ nord, 7° 02′ 32″ est |                |                                                                                  |             | Image manquante Téléverser                                                         |
| Chapelle Saint-Étienne de Bessans                                                           | Bessans                        |         | 45° 19′ 25″ nord, 7° 00′ 00″ est |                |                                                                                  |             | Chapelle Saint-Étienne de Bessans                                                  |
| Chapelle Saint-Jean-Baptiste de Bessans                                                     | Bessans                        |         | 45° 19′ 18″ nord, 6° 59′ 27″ est |                |                                                                                  |             | Image manquante Téléverser                                                         |
| Chapelle Saint-Joseph et Notre-Dame-de-la-Visitation de Bessans                             | Bessans                        |         | 45° 19′ 31″ nord, 7° 00′ 11″ est |                |                                                                                  |             | Image manquante Téléverser                                                         |
| Chapelle Saint-Sébastien de Bessans                                                         | Bessans                        |         | 45° 19′ 18″ nord, 6° 59′ 45″ est |                |                                                                                  |             | Chapelle Saint-Sébastien de Bessans                                                |
| Chapelle Saint-Clair de Bessans                                                             | Bessans                        |         | 45° 19′ 08″ nord, 6° 59′ 39″ est |                |                                                                                  |             | Image manquante Téléverser                                                         |
| Chapelle Saint-Bernard du Villaron                                                          | Bessans                        |         | 45° 20′ 00″ nord, 7° 00′ 55″ est |                |                                                                                  |             | Image manquante Téléverser                                                         |
| Chapelle Sainte-Anne de La Goulaz                                                           | Bessans                        |         | 45° 19′ 25″ nord, 7° 01′ 19″ est |                |                                                                                  |             | Image manquante Téléverser                                                         |
| Chapelle Saint-Pierre d'Avérole                                                             | Bessans                        |         | 45° 18′ 14″ nord, 7° 03′ 55″ est |                |                                                                                  |             | Chapelle Saint-Pierre d'Avérole                                                    |
| Chapelle Saint-Maurice de La Chalp                                                          | Bessans                        |         | 45° 18′ 33″ nord, 6° 58′ 07″ est |                |                                                                                  |             | Image manquante Téléverser                                                         |
| Chapelle Sainte-Anne du Crey                                                                | Bessans                        |         | 45° 18′ 32″ nord, 7° 02′ 24″ est |                |                                                                                  |             | Image manquante Téléverser                                                         |
| Chapelle Notre-Dame de Tierce                                                               | Bessans                        |         | 45° 18′ 30″ nord, 7° 00′ 47″ est |                |                                                                                  |             | Image manquante Téléverser                                                         |
| Chapelle Notre-Dame-des-Grâces de Bonneval-sur-Arc                                          | Bonneval-sur-Arc               |         | 45° 19′ 54″ nord, 7° 01′ 00″ est | « PA00118202 » | Inscrit MH                                                                       | 1980        | Chapelle Notre-Dame-des-Grâces de Bonneval-sur-Arc                                 |
| Chapelle Saint-Antoine de Bonneval-sur-Arc                                                  | Bonneval-sur-Arc               |         | 45° 22′ 18″ nord, 7° 02′ 43″ est | « PA00118203 » | Inscrit MH                                                                       | 1980        | Chapelle Saint-Antoine de Bonneval-sur-Arc                                         |
| Chapelle Saint-Barthélemy de Bonneval-sur-Arc                                               | Bonneval-sur-Arc               |         | 45° 23′ 04″ nord, 7° 02′ 38″ est | « PA00118204 » | Inscrit MH                                                                       | 1980        | Chapelle Saint-Barthélemy de Bonneval-sur-Arc                                      |
| Chapelle Sainte-Marguerite de Bonneval-sur-Arc                                              | Bonneval-sur-Arc               |         | 45° 22′ 48″ nord, 7° 05′ 15″ est | « PA00118205 » | Inscrit MH                                                                       | 1980        | Chapelle Sainte-Marguerite de Bonneval-sur-Arc                                     |
| Chapelle Saint-Sébastien de Bonneval-sur-Arc                                                | Bonneval-sur-Arc               |         | 45° 22′ 22″ nord, 7° 02′ 47″ est | « PA00118206 » | Inscrit MH                                                                       | 1980        | Chapelle Saint-Sébastien de Bonneval-sur-Arc                                       |
| Chapelle Notre-Dame de l'Iseran ou Notre-Dame-de-Toute-Prudence de Col de l'Iseran          | Bonneval-sur-Arc               |         | 45° 25′ 00″ nord, 7° 01′ 49″ est | ACR0000166     |                                                                                  |             | Chapelle Notre-Dame de l'Iseran ou Notre-Dame-de-Toute-Prudence de Col de l'Iseran |
| Chapelle Notre-Dame-de-la-Pitié de Bonvillard                                               | Bonvillard                     |         | 45° 35′ 00″ nord, 6° 18′ 13″ est |                |                                                                                  |             | Image manquante Téléverser                                                         |
| Chapelle Saint-François-de-Sales de la Perrerette                                           | Bonvillard                     |         | 45° 36′ 00″ nord, 6° 19′ 14″ est |                |                                                                                  |             | Image manquante Téléverser                                                         |
| Chapelle Saint-Grat de Vulmix                                                               | Bourg-Saint-Maurice            |         | 45° 36′ 32″ nord, 6° 45′ 11″ est | « PA00118214 » | Classé MH Le décor peint situé à l'intérieur ; Inscrit MH Les façades et toiture | 1995 ; 1995 | Chapelle Saint-Grat de Vulmix                                                      |
| Chapelle de la Chal                                                                         | Bourg-Saint-Maurice            |         | 45° 35′ 17″ nord, 6° 45′ 30″ est |                |                                                                                  |             | Image manquante Téléverser                                                         |
| Chapelle Notre-Dame-des-Neiges de la Ville-des-Glaciers                                     | Bourg-Saint-Maurice            |         | 45° 43′ 39″ nord, 6° 46′ 03″ est |                |                                                                                  |             | Chapelle Notre-Dame-des-Neiges de la Ville-des-Glaciers                            |
| Chapelle Saint-Barthélemy de la Thuile de Bourg-Saint-Maurice                               | Bourg-Saint-Maurice            |         | 45° 36′ 36″ nord, 6° 44′ 32″ est |                |                                                                                  |             | Image manquante Téléverser                                                         |
| Chapelle Sainte-Marguerite des Échines dessus                                               | Bourg-Saint-Maurice            |         | 45° 38′ 00″ nord, 6° 45′ 56″ est |                |                                                                                  |             | Image manquante Téléverser                                                         |
| Chapelle Saint-Jacques des Arcs                                                             | Bourg-Saint-Maurice            |         | 45° 37′ 29″ nord, 6° 46′ 57″ est |                |                                                                                  |             | Image manquante Téléverser                                                         |
| Chapelle Saint-Jacques-le-Majeur des Chapieux                                               | Bourg-Saint-Maurice            |         | 45° 41′ 50″ nord, 6° 44′ 02″ est |                |                                                                                  |             | Chapelle Saint-Jacques-le-Majeur des Chapieux                                      |
| Chapelle Saint-Jean-devant-la-Porte-Latine du Poiset                                        | Bourg-Saint-Maurice            |         | 45° 36′ 31″ nord, 6° 44′ 50″ est |                |                                                                                  |             | Image manquante Téléverser                                                         |
| Chapelle Saint-Philippe-et-Saint-Jacques des Échines dessous                                | Bourg-Saint-Maurice            |         | 45° 37′ 57″ nord, 6° 46′ 23″ est |                |                                                                                  |             | Image manquante Téléverser                                                         |
| Chapelle Saint-Jacques d'Assyrie de Versoye                                                 | Bourg-Saint-Maurice            |         | à géolocaliser                   |                |                                                                                  |             | Image manquante Téléverser                                                         |
| Chapelle Notre-Dame-de-Bon-Secours des Mermoz                                               | Bourget-en-Huile               |         | 45° 29′ 05″ nord, 6° 12′ 23″ est |                |                                                                                  |             | Image manquante Téléverser                                                         |
| Chapelle Notre-Dame-de-Lourdes de la Frasse                                                 | Bourget-en-Huile               |         | 45° 29′ 15″ nord, 6° 12′ 29″ est |                |                                                                                  |             | Chapelle Notre-Dame-de-Lourdes de la Frasse                                        |
| Chapelle Saint-Jean-Baptiste de la Croix d'Aiguebelle                                       | Bourgneuf                      |         | 45° 33′ 06″ nord, 6° 15′ 23″ est |                |                                                                                  |             | Image manquante Téléverser                                                         |
| Chapelle de la Présentation-de-la-Vierge-au-temple des Moulinets                            | Bozel                          |         | 45° 27′ 07″ nord, 6° 38′ 51″ est |                |                                                                                  |             | Image manquante Téléverser                                                         |
| Chapelle Notre-Dame-de-Tout-Pouvoir de Bozel                                                | Bozel                          |         | 45° 26′ 35″ nord, 6° 38′ 47″ est |                |                                                                                  |             | Chapelle Notre-Dame-de-Tout-Pouvoir de Bozel                                       |
| Chapelle Saint-Bernard-de-Menton de Tincave                                                 | Bozel                          |         | 45° 27′ 06″ nord, 6° 39′ 24″ est |                |                                                                                  |             | Image manquante Téléverser                                                         |
| Chapelle Saint-Jacques-le-Majeur de Villemartin                                             | Bozel                          |         | 45° 27′ 02″ nord, 6° 38′ 00″ est |                |                                                                                  |             | Image manquante Téléverser                                                         |
| Chapelle Saint-Jean-Porte-Latine de Lachenal                                                | Bozel                          |         | 45° 27′ 13″ nord, 6° 38′ 41″ est |                |                                                                                  |             | Image manquante Téléverser                                                         |
| Chapelle des Monts de Bozel                                                                 | Bozel                          |         | 45° 27′ 21″ nord, 6° 38′ 31″ est |                |                                                                                  |             | Image manquante Téléverser                                                         |
| Chapelle de la Congrégation de Bramans                                                      | Bramans                        |         | à géolocaliser                   |                |                                                                                  |             | Image manquante Téléverser                                                         |
| Chapelle Notre-Dame-de-Bon-Repos dite aussi Notre-Dame-de-Consolation de Bramans            | Bramans                        |         | 45° 13′ 28″ nord, 6° 46′ 38″ est |                |                                                                                  |             | Image manquante Téléverser                                                         |
| Chapelle Notre-Dame-de-Grâce de Villette                                                    | Bramans                        |         | 45° 13′ 00″ nord, 6° 48′ 50″ est |                |                                                                                  |             | Image manquante Téléverser                                                         |
| Chapelle Notre-Dame-de-la-Délivrance de Bramans                                             | Bramans                        |         | 45° 13′ 13″ nord, 6° 47′ 54″ est |                |                                                                                  |             | Chapelle Notre-Dame-de-la-Délivrance de Bramans                                    |
| Chapelle Notre-Dame-de-Pitié de Bramans                                                     | Bramans                        |         | à géolocaliser                   |                |                                                                                  |             | Image manquante Téléverser                                                         |
| Chapelle Saint-Paul du Planey                                                               | Bramans                        |         | 45° 13′ 55″ nord, 6° 47′ 08″ est |                |                                                                                  |             | Image manquante Téléverser                                                         |
| Chapelle Notre-Dame-de-la-Salette de Cessens                                                | Cessens                        |         | 45° 47′ 54″ nord, 5° 52′ 35″ est |                |                                                                                  |             | Image manquante Téléverser                                                         |
| Chapelle Notre-Dame-des-Neiges de Cevins                                                    | Cevins                         |         | 45° 35′ 32″ nord, 6° 27′ 27″ est |                |                                                                                  |             | Chapelle Notre-Dame-des-Neiges de Cevins                                           |
| Chapelle des sœurs dominicaines Notre-Dame-de-Clarté de Challes-les-Eaux                    | Challes-les-Eaux               |         | à géolocaliser                   |                |                                                                                  |             | Image manquante Téléverser                                                         |
| Chapelle du château des comtes de Challes                                                   | Challes-les-Eaux               |         | à géolocaliser                   |                |                                                                                  |             | Image manquante Téléverser                                                         |
| Chapelle du Calvaire de Lémenc                                                              | Chambéry                       |         | 45° 34′ 29″ nord, 5° 55′ 29″ est |                |                                                                                  |             | Chapelle du Calvaire de Lémenc                                                     |
| Chapelle de la Croix-Rouge de Chambéry-le-Haut                                              | Chambéry                       |         | 45° 35′ 28″ nord, 5° 55′ 17″ est |                |                                                                                  |             | Chapelle de la Croix-Rouge de Chambéry-le-Haut                                     |
| Chapelle funéraire de la famille de Boigne de Lémenc                                        | Chambéry                       |         | 45° 34′ 21″ nord, 5° 55′ 28″ est |                |                                                                                  |             | Image manquante Téléverser                                                         |
| Chapelle Saint-Benoît de Chambéry                                                           | Chambéry                       |         | 45° 34′ 00″ nord, 5° 55′ 35″ est |                |                                                                                  |             | Chapelle Saint-Benoît de Chambéry                                                  |
| Chapelle Sainte-Thérèse et Notre-Dame-du-Mont-Carmel de Lémenc                              | Chambéry                       |         | 45° 34′ 21″ nord, 5° 55′ 28″ est |                |                                                                                  |             | Image manquante Téléverser                                                         |
| Chapelle Vaugelas de Chambéry                                                               | Chambéry                       |         | 45° 34′ 01″ nord, 5° 55′ 05″ est |                |                                                                                  |             | Image manquante Téléverser                                                         |
| Sainte-Chapelle de Chambéry                                                                 | Chambéry                       |         | 45° 33′ 54″ nord, 5° 55′ 06″ est |                |                                                                                  |             | Sainte-Chapelle de Chambéry                                                        |
| Chapelle de Saint-Ombre                                                                     | Chambéry                       |         | 45° 35′ 43″ nord, 5° 54′ 15″ est |                |                                                                                  |             | Image manquante Téléverser                                                         |
| Chapelle de l'école Sainte-Geneviève de Chambéry                                            | Chambéry                       |         | 45° 33′ 58″ nord, 5° 55′ 29″ est |                |                                                                                  |             | Chapelle de l'école Sainte-Geneviève de Chambéry                                   |
| Chapelle Notre-Dame-des-Grâces de Chamoux-sur-Gelon                                         | Chamoux-sur-Gelon              |         | 45° 32′ 09″ nord, 6° 13′ 11″ est |                |                                                                                  |             | Image manquante Téléverser                                                         |
| Chapelle Saint-Joseph-et-Saint-Grat de Montranger                                           | Chamoux-sur-Gelon              |         | 45° 32′ 43″ nord, 6° 14′ 49″ est |                |                                                                                  |             | Image manquante Téléverser                                                         |
| Chapelle de Glapigny                                                                        | Champ-Laurent                  |         | 45° 30′ 32″ nord, 6° 12′ 38″ est |                |                                                                                  |             | Image manquante Téléverser                                                         |
| Chapelle Notre-Dame-des-Grâces de Champ-Laurent                                             | Champ-Laurent                  |         | 45° 30′ 30″ nord, 6° 12′ 50″ est |                |                                                                                  |             | Image manquante Téléverser                                                         |
| Chapelle Notre-Dame-de-Compassion de la Couaz                                               | Champagny-en-Vanoise           |         | 45° 27′ 34″ nord, 6° 43′ 22″ est |                |                                                                                  |             | Image manquante Téléverser                                                         |
| Chapelle Notre-Dame-de-Grâce, anciennement Saint-Sébastien du Planay                        | Champagny-en-Vanoise           |         | 45° 27′ 22″ nord, 6° 42′ 02″ est |                |                                                                                  |             | Image manquante Téléverser                                                         |
| Chapelle Notre-Dame-des-Grâces de Friburge                                                  | Champagny-en-Vanoise           |         | 45° 27′ 16″ nord, 6° 45′ 33″ est |                |                                                                                  |             | Chapelle Notre-Dame-des-Grâces de Friburge                                         |
| Chapelle Notre-Dame-des-Neiges du Laisonnay d'en haut                                       | Champagny-en-Vanoise           |         | 45° 26′ 50″ nord, 6° 46′ 55″ est |                |                                                                                  |             | Image manquante Téléverser                                                         |
| Chapelle Saint-Bernard du Crey                                                              | Champagny-en-Vanoise           |         | 45° 27′ 20″ nord, 6° 41′ 46″ est |                |                                                                                  |             | Image manquante Téléverser                                                         |
| Chapelle Sainte-Trinité de la Chiserette                                                    | Champagny-en-Vanoise           |         | 45° 27′ 36″ nord, 6° 43′ 49″ est |                |                                                                                  |             | Image manquante Téléverser                                                         |
| Chapelle de Chignin                                                                         | Chignin                        |         | 45° 31′ 33″ nord, 6° 00′ 23″ est |                |                                                                                  |             | Image manquante Téléverser                                                         |
| Chapelle Saint-Anthelme de Chignin                                                          | Chignin                        |         | 45° 31′ 29″ nord, 6° 00′ 02″ est |                |                                                                                  |             | Chapelle Saint-Anthelme de Chignin                                                 |
| Chapelle de l'Annonciation de Chignin                                                       | Chignin                        |         | 45° 31′ 20″ nord, 5° 59′ 44″ est |                |                                                                                  |             | Chapelle de l'Annonciation de Chignin                                              |
| Chapelle Saint-Aubin-et-Saint-François-de-Sales du Cernix                                   | Cohennoz                       |         | 45° 47′ 01″ nord, 6° 29′ 55″ est |                |                                                                                  |             | Chapelle Saint-Aubin-et-Saint-François-de-Sales du Cernix                          |
| Chapelle Saint-Joseph de Coise-Saint-Jean-Pied-Gauthier                                     | Coise-Saint-Jean-Pied-Gauthier |         | 45° 31′ 41″ nord, 6° 08′ 49″ est |                |                                                                                  |             | Image manquante Téléverser                                                         |
| Chapelle Notre-Dame-de-l'Assomption de Courchevel                                           | Courchevel                     |         | 45° 24′ 53″ nord, 6° 38′ 10″ est | « PA73000009 » | Inscrit MH                                                                       | 2005        | Image manquante Téléverser                                                         |
| Chapelle Sainte-Marie de Crest-Voland                                                       | Crest-Voland                   |         | 45° 47′ 30″ nord, 6° 30′ 02″ est |                |                                                                                  |             | Chapelle Sainte-Marie de Crest-Voland                                              |
| Chapelle Saint-Jean-Baptiste du col des Saisies                                             | Crest-Voland                   |         | 45° 45′ 56″ nord, 6° 31′ 57″ est |                |                                                                                  |             | Chapelle Saint-Jean-Baptiste du col des Saisies                                    |
| Chapelle Saint-Michel de Mont-Saint-Michel                                                  | Curienne                       |         | 45° 33′ 04″ nord, 6° 00′ 04″ est |                |                                                                                  |             | Chapelle Saint-Michel de Mont-Saint-Michel                                         |
| Ancienne Chapelle Saint-Michel de Mont-Saint-Michel                                         | Curienne                       |         | à géolocaliser                   |                |                                                                                  |             | Ancienne Chapelle Saint-Michel de Mont-Saint-Michel                                |
| Chapelle de Césarches                                                                       | Césarches                      |         | 45° 42′ 00″ nord, 6° 24′ 43″ est |                |                                                                                  |             | Image manquante Téléverser                                                         |
| Chapelle de Prazier                                                                         | Césarches                      |         | 45° 41′ 57″ nord, 6° 25′ 05″ est |                |                                                                                  |             | Image manquante Téléverser                                                         |
| Chapelle Saint-Bernard-de-Menthon du Villaret                                               | Césarches                      |         | à géolocaliser                   |                |                                                                                  |             | Image manquante Téléverser                                                         |
| Chapelle Saint-Maurice de Clarafond                                                         | Drumettaz-Clarafond            |         | 45° 39′ 44″ nord, 5° 56′ 45″ est |                |                                                                                  |             | Image manquante Téléverser                                                         |
| Chapelle de la Combaz                                                                       | Esserts-Blay                   |         | 45° 37′ 55″ nord, 6° 25′ 58″ est |                |                                                                                  |             | Image manquante Téléverser                                                         |
| Chapelle de la Ramaz                                                                        | Esserts-Blay                   |         | 45° 38′ 47″ nord, 6° 25′ 45″ est |                |                                                                                  |             | Image manquante Téléverser                                                         |
| Chapelle de la Fouettaz                                                                     | Esserts-Blay                   |         | 45° 37′ 47″ nord, 6° 25′ 37″ est |                |                                                                                  |             | Image manquante Téléverser                                                         |
| Chapelle Notre-Dame-de-la-Salette de Pré Benoit                                             | Feissons-sur-Salins            |         | 45° 28′ 33″ nord, 6° 33′ 36″ est |                |                                                                                  |             | Image manquante Téléverser                                                         |
| Chapelle Saint-Joseph du Villard                                                            | Feissons-sur-Salins            |         | 45° 28′ 09″ nord, 6° 33′ 33″ est |                |                                                                                  |             | Image manquante Téléverser                                                         |
| Chapelle Notre-Dame-de-la-Salette de Fontcouverte                                           | Fontcouverte-la-Toussuire      |         | 45° 14′ 49″ nord, 6° 18′ 10″ est | « PA00118321 » | Classé MH                                                                        | 1992        | Image manquante Téléverser                                                         |
| Chapelle Notre-Dame-de-la-Visitation du Villard                                             | Fontcouverte-la-Toussuire      |         | 45° 15′ 00″ nord, 6° 17′ 54″ est | « PA00118322 » | Inscrit MH                                                                       | 1990        | Chapelle Notre-Dame-de-la-Visitation du Villard                                    |
| Chapelle de la Visitation du Villard                                                        | Fontcouverte-la-Toussuire      |         | 45° 15′ 00″ nord, 6° 17′ 54″ est |                |                                                                                  |             | Image manquante Téléverser                                                         |
| Chapelle Saint-Sébastien de la Rochette                                                     | Fontcouverte-la-Toussuire      |         | 45° 15′ 24″ nord, 6° 17′ 24″ est |                |                                                                                  |             | Image manquante Téléverser                                                         |
| Chapelle dite de la Gare de la Praz                                                         | Freney                         |         | à géolocaliser                   |                |                                                                                  |             | Image manquante Téléverser                                                         |
| Chapelle d'Aidier                                                                           | Gilly-sur-Isère                |         | 45° 40′ 06″ nord, 6° 21′ 20″ est |                |                                                                                  |             | Image manquante Téléverser                                                         |
| Chapelle Notre-Dame-du-Foyer de Granier                                                     | Granier                        |         | à géolocaliser                   |                |                                                                                  |             | Image manquante Téléverser                                                         |
| Chapelle Sainte-Marguerite, dite aussi Saint-Guérin de Plan Pichu                           | Granier                        |         | à géolocaliser                   |                |                                                                                  |             | Image manquante Téléverser                                                         |
| Chapelle Sainte-Maxime de la Thuile                                                         | Granier                        |         | à géolocaliser                   |                |                                                                                  |             | Image manquante Téléverser                                                         |
| Chapelle Saint-François du Noyeray d'en haut                                                | Granier                        |         | à géolocaliser                   |                |                                                                                  |             | Image manquante Téléverser                                                         |
| Chapelle Saint-Gras de Granier                                                              | Granier                        |         | à géolocaliser                   |                |                                                                                  |             | Image manquante Téléverser                                                         |
| Chapelle Saint-Jacques de Bonvillard                                                        | Granier                        |         | à géolocaliser                   |                |                                                                                  |             | Image manquante Téléverser                                                         |
| Chapelle Notre-Dame-de-la-Salette de Grignon                                                | Grignon                        |         | 45° 38′ 19″ nord, 6° 21′ 50″ est |                |                                                                                  |             | Image manquante Téléverser                                                         |
| Chapelle Saint-Roch de Fontaine                                                             | Grésy-sur-Isère                |         | 45° 35′ 44″ nord, 6° 14′ 21″ est |                |                                                                                  |             | Image manquante Téléverser                                                         |
| Chapelle de la Très-Sainte-Trinité du Chef-Lieu                                             | Hautecour                      |         | 45° 30′ 25″ nord, 6° 32′ 35″ est |                |                                                                                  |             | Image manquante Téléverser                                                         |
| Chapelle Saint-Bernard-de-Menthon de Pradier                                                | Hautecour                      |         | 45° 30′ 51″ nord, 6° 32′ 23″ est |                |                                                                                  |             | Image manquante Téléverser                                                         |
| Chapelle Saint-Charles-Borromée-et-Saint-Guérin de Grégny                                   | Hautecour                      |         | 45° 29′ 56″ nord, 6° 32′ 10″ est |                |                                                                                  |             | Image manquante Téléverser                                                         |
| Chapelle Sainte-Agathe-et-Sainte-Marguerite du Breuil                                       | Hautecour                      |         | 45° 30′ 28″ nord, 6° 32′ 33″ est |                |                                                                                  |             | Image manquante Téléverser                                                         |
| Chapelle Sainte-Barbe et de la Sainte-Vierge de Hautecour-la-Basse                          | Hautecour                      |         | 45° 29′ 55″ nord, 6° 32′ 42″ est |                |                                                                                  |             | Image manquante Téléverser                                                         |
| Chapelle Saint-Jacques-et-Saint-Philippe du Cotterle                                        | Hautecour                      |         | 45° 30′ 16″ nord, 6° 32′ 48″ est |                |                                                                                  |             | Image manquante Téléverser                                                         |
| Chapelle Saint-Roch, Saint-Sébastien-et-Saint-Fabien du Villard                             | Hautecour                      |         | 45° 30′ 50″ nord, 6° 33′ 04″ est |                |                                                                                  |             | Image manquante Téléverser                                                         |
| Chapelle Notre-Dame de Belleville                                                           | Hauteluce                      |         | 45° 46′ 21″ nord, 6° 37′ 24″ est | « PA00118261 » | Classé MH                                                                        | 1938        | Chapelle Notre-Dame de Belleville                                                  |
| Chapelle des Prés                                                                           | Hauteluce                      |         | à géolocaliser                   |                |                                                                                  |             | Image manquante Téléverser                                                         |
| Chapelle Notre-Dame-de-Haute-Lumière des Saisies                                            | Hauteluce                      |         | 45° 45′ 33″ nord, 6° 32′ 01″ est |                |                                                                                  |             | Chapelle Notre-Dame-de-Haute-Lumière des Saisies                                   |
| Chapelle rurale d'Annuit                                                                    | Hauteluce                      |         | 45° 45′ 31″ nord, 6° 36′ 13″ est |                |                                                                                  |             | Image manquante Téléverser                                                         |
| Chapelle rurale du Planay                                                                   | Hauteluce                      |         | 45° 45′ 28″ nord, 6° 34′ 41″ est |                |                                                                                  |             | Image manquante Téléverser                                                         |
| Chapelle rurale du Pra                                                                      | Hauteluce                      |         | 45° 44′ 53″ nord, 6° 34′ 43″ est |                |                                                                                  |             | Image manquante Téléverser                                                         |
| Chapelle Saint-Sauveur de Saint-Sauveur (Savoie)                                            | Hauteluce                      |         | 45° 45′ 07″ nord, 6° 35′ 54″ est |                |                                                                                  |             | Image manquante Téléverser                                                         |
| Chapelle Saint-Bonaventure d'Hauteville                                                     | Hauteville                     |         | 45° 31′ 53″ nord, 6° 10′ 15″ est |                |                                                                                  |             | Chapelle Saint-Bonaventure d'Hauteville                                            |
| Chapelle de l'Echaillon                                                                     | Hermillon                      |         | 45° 16′ 36″ nord, 6° 22′ 11″ est |                |                                                                                  |             | Image manquante Téléverser                                                         |
| Chapelle Notre-Dame-des-Grâces de Jarrier                                                   | Jarrier                        |         | 45° 16′ 56″ nord, 6° 18′ 13″ est | « PA00118324 » | Classé MH                                                                        | 1992        | Image manquante Téléverser                                                         |
| Chapelle Saint-Antoine de Jarrier                                                           | Jarrier                        |         | 45° 17′ 07″ nord, 6° 18′ 38″ est |                |                                                                                  |             | Image manquante Téléverser                                                         |
| Chapelle Saint-Bernard-de-Menthon des Hérouils                                              | Jarrier                        |         | 45° 17′ 00″ nord, 6° 19′ 28″ est |                |                                                                                  |             | Image manquante Téléverser                                                         |
| Chapelle Saint-Roch-et-Saint-Sébastien de Jarrier                                           | Jarrier                        |         | 45° 16′ 53″ nord, 6° 19′ 32″ est |                |                                                                                  |             | Chapelle Saint-Roch-et-Saint-Sébastien de Jarrier                                  |
| Chapelle Notre-Dame des Chambeaux                                                           | Jarrier                        |         | 45° 17′ 12″ nord, 6° 17′ 04″ est |                |                                                                                  |             | Chapelle Notre-Dame des Chambeaux                                                  |
| Chapelle Saint-Michel de la Lézine                                                          | Jarsy                          |         | 45° 38′ 58″ nord, 6° 10′ 43″ est |                |                                                                                  |             | Chapelle Saint-Michel de la Lézine                                                 |
| Chapelle Saint-Romain de Jongieux                                                           | Jongieux                       |         | 45° 43′ 44″ nord, 5° 47′ 12″ est |                |                                                                                  |             | Chapelle Saint-Romain de Jongieux                                                  |
| Chapelle Notre-Dame-du-Puy de Biorges                                                       | La Bâthie                      |         | 45° 38′ 25″ nord, 6° 27′ 04″ est |                |                                                                                  |             | Image manquante Téléverser                                                         |
| Chapelle Saint-Sébastien du Mont-Cenis                                                      | La Chapelle-Blanche            |         | 45° 27′ 04″ nord, 6° 05′ 17″ est |                |                                                                                  |             | Chapelle Saint-Sébastien du Mont-Cenis                                             |
| Chapelle du Villaret                                                                        | La Chapelle-Blanche            |         | 45° 26′ 53″ nord, 6° 04′ 29″ est |                |                                                                                  |             | Chapelle du Villaret                                                               |
| Chapelle Notre-Dame-de-l'Étoile de La Chapelle-du-Mont-du-Chat                              | La Chapelle-du-Mont-du-Chat    |         | 45° 42′ 24″ nord, 5° 51′ 23″ est |                |                                                                                  |             | Chapelle Notre-Dame-de-l'Étoile de La Chapelle-du-Mont-du-Chat                     |
| Chapelle Notre-Dame-de-la-Pitié de La Côte-d'Aime                                           | La Côte-d'Aime                 |         | à géolocaliser                   |                |                                                                                  |             | Image manquante Téléverser                                                         |
| Chapelle Saint-Barnabé de Chambrier                                                         | La Côte-d'Aime                 |         | à géolocaliser                   |                |                                                                                  |             | Image manquante Téléverser                                                         |
| Chapelle Saint-Blaise du Villard                                                            | La Côte-d'Aime                 |         | à géolocaliser                   |                |                                                                                  |             | Image manquante Téléverser                                                         |
| Chapelle Sainte-Marguerite-et-Saint-Sylvestre de la Sciaz                                   | La Côte-d'Aime                 |         | à géolocaliser                   |                |                                                                                  |             | Image manquante Téléverser                                                         |
| Chapelle Saint-Étienne de Montméry                                                          | La Côte-d'Aime                 |         | à géolocaliser                   |                |                                                                                  |             | Image manquante Téléverser                                                         |
| Chapelle Saint-Guérin de Forand                                                             | La Côte-d'Aime                 |         | 45° 36′ 21″ nord, 6° 40′ 27″ est |                |                                                                                  |             | Chapelle Saint-Guérin de Forand                                                    |
| Chapelle Saint-Jacques de Montméry                                                          | La Côte-d'Aime                 |         | à géolocaliser                   |                |                                                                                  |             | Image manquante Téléverser                                                         |
| Chapelle Saint-Sébastien de la Bergerie                                                     | La Côte-d'Aime                 |         | à géolocaliser                   |                |                                                                                  |             | Image manquante Téléverser                                                         |
| Chapelle de La Giettaz                                                                      | La Giettaz                     |         | 45° 51′ 56″ nord, 6° 29′ 47″ est |                |                                                                                  |             | Image manquante Téléverser                                                         |
| Chapelle du Plan                                                                            | La Giettaz                     |         | 45° 52′ 46″ nord, 6° 31′ 27″ est |                |                                                                                  |             | Image manquante Téléverser                                                         |
| Chapelle de Celliers dessus                                                                 | La Léchère                     |         | 45° 28′ 21″ nord, 6° 24′ 52″ est |                |                                                                                  |             | Image manquante Téléverser                                                         |
| Chapelle de la Thuile                                                                       | La Léchère                     |         | 45° 34′ 49″ nord, 6° 32′ 41″ est |                |                                                                                  |             | Image manquante Téléverser                                                         |
| Chapelle de Molençon                                                                        | La Léchère                     |         | 45° 32′ 25″ nord, 6° 29′ 40″ est |                |                                                                                  |             | Chapelle de Molençon                                                               |
| Chapelle de Ronchat                                                                         | La Léchère                     |         | 45° 33′ 07″ nord, 6° 30′ 42″ est |                |                                                                                  |             | Image manquante Téléverser                                                         |
| Chapelle Notre-Dame de Grand Naves                                                          | La Léchère                     |         | 45° 33′ 40″ nord, 6° 31′ 27″ est |                |                                                                                  |             | Image manquante Téléverser                                                         |
| Chapelle Saint-Jacques du Villaret                                                          | La Léchère                     |         | 45° 29′ 07″ nord, 6° 27′ 17″ est |                |                                                                                  |             | Image manquante Téléverser                                                         |
| Chapelle Saint-Michel-Archange de Raclaz                                                    | La Léchère                     |         | 45° 29′ 43″ nord, 6° 27′ 42″ est |                |                                                                                  |             | Image manquante Téléverser                                                         |
| Chapelle Notre-Dame-de-l'Assomption dite la Pyramide de Mont-Cenis                          | Lanslebourg-Mont-Cenis         |         | à géolocaliser                   |                |                                                                                  |             | Image manquante Téléverser                                                         |
| Chapelle Sainte-Madeleine de Lanslebourg-Mont-Cenis                                         | Lanslebourg-Mont-Cenis         |         | à géolocaliser                   |                |                                                                                  |             | Image manquante Téléverser                                                         |
| Chapelle Saint-Jean-Baptiste du Canton                                                      | Lanslebourg-Mont-Cenis         |         | à géolocaliser                   |                |                                                                                  |             | Image manquante Téléverser                                                         |
| Chapelle Saint-Pierre de Col du Mont-Cenis                                                  | Lanslebourg-Mont-Cenis         |         | à géolocaliser                   |                |                                                                                  |             | Image manquante Téléverser                                                         |
| Chapelle Saint-Sébastien de Lanslevillard                                                   | Lanslevillard                  |         | 45° 17′ 22″ nord, 6° 54′ 35″ est | « PA00118267 » | Classé MH                                                                        | 1897        | Chapelle Saint-Sébastien de Lanslevillard                                          |
| Chapelle Saint-Antoine de La Fesse d'en Haut                                                | Lanslevillard                  |         | 45° 18′ 38″ nord, 6° 56′ 25″ est |                |                                                                                  |             | Chapelle Saint-Antoine de La Fesse d'en Haut                                       |
| Chapelle Saint-Marin du Châtel                                                              | Le Châtel                      |         | à géolocaliser                   |                |                                                                                  |             | Image manquante Téléverser                                                         |
| Chapelle Sainte-Barbe du Verneil                                                            | Le Verneil                     |         | à géolocaliser                   |                |                                                                                  |             | Image manquante Téléverser                                                         |
| Chapelle de Chandon                                                                         | Les Allues                     |         | à géolocaliser                   |                |                                                                                  |             | Image manquante Téléverser                                                         |
| Chapelle de la Gittaz                                                                       | Les Allues                     |         | à géolocaliser                   |                |                                                                                  |             | Image manquante Téléverser                                                         |
| Chapelle du Raffort                                                                         | Les Allues                     |         | à géolocaliser                   |                |                                                                                  |             | Image manquante Téléverser                                                         |
| Chapelle Notre-Dame-des-Neiges du Musillon                                                  | Les Allues                     |         | 45° 24′ 02″ nord, 6° 33′ 54″ est |                |                                                                                  |             | Chapelle Notre-Dame-des-Neiges du Musillon                                         |
| Chapelle Saint-Claude du Mollard                                                            | Les Allues                     |         | à géolocaliser                   |                |                                                                                  |             | Image manquante Téléverser                                                         |
| Chapelle Saint-Joseph des Allues                                                            | Les Allues                     |         | à géolocaliser                   |                |                                                                                  |             | Image manquante Téléverser                                                         |
| Chapelle Saint-Michel du Villard                                                            | Les Allues                     |         | à géolocaliser                   |                |                                                                                  |             | Image manquante Téléverser                                                         |
| Chapelle Saint-Sébastien de Méribel Village                                                 | Les Allues                     |         | à géolocaliser                   |                |                                                                                  |             | Image manquante Téléverser                                                         |
| Chapelle oratoire Saint-Roch de Prariond                                                    | Les Avanchers-Valmorel         |         | à géolocaliser                   |                |                                                                                  |             | Image manquante Téléverser                                                         |
| Chapelle Saint-Aubin de la Charmette                                                        | Les Avanchers-Valmorel         |         | à géolocaliser                   |                |                                                                                  |             | Image manquante Téléverser                                                         |
| Chapelle Sainte-Barbe du Pré                                                                | Les Avanchers-Valmorel         |         | à géolocaliser                   |                |                                                                                  |             | Image manquante Téléverser                                                         |
| Chapelle Saint-Georges du Meiller                                                           | Les Avanchers-Valmorel         |         | à géolocaliser                   |                |                                                                                  |             | Image manquante Téléverser                                                         |
| Chapelle Saint-Grat de Lancheverne                                                          | Les Avanchers-Valmorel         |         | à géolocaliser                   |                |                                                                                  |             | Image manquante Téléverser                                                         |
| Chapelle Saint-Joseph du Fey-Dessous                                                        | Les Avanchers-Valmorel         |         | à géolocaliser                   |                |                                                                                  |             | Image manquante Téléverser                                                         |
| Chapelle Saint-Laurent de Quarante-Planes                                                   | Les Avanchers-Valmorel         |         | à géolocaliser                   |                |                                                                                  |             | Image manquante Téléverser                                                         |
| Chapelle Saint-Roch-et-Saint-Guérin des Avanchers                                           | Les Avanchers-Valmorel         |         | à géolocaliser                   |                |                                                                                  |             | Image manquante Téléverser                                                         |
| Chapelle de Notre-Dame-de-la-Vie de Saint-Martin-de-Belleville                              | Les Belleville                 |         | 45° 22′ 24″ nord, 6° 30′ 24″ est | « PA00118302 » | Classé MH                                                                        | 1949        | Chapelle de Notre-Dame-de-la-Vie de Saint-Martin-de-Belleville                     |
| Chapelle de la Rochette                                                                     | Les Belleville                 |         | à géolocaliser                   |                |                                                                                  |             | Image manquante Téléverser                                                         |
| Chapelle de Praranger                                                                       | Les Belleville                 |         | à géolocaliser                   |                |                                                                                  |             | Image manquante Téléverser                                                         |
| Chapelle du Bettaix                                                                         | Les Belleville                 |         | 45° 20′ 34″ nord, 6° 31′ 33″ est |                |                                                                                  |             | Image manquante Téléverser                                                         |
| Chapelle Notre-Dame-de-la-Miséricorde des Menuires - les Bruyères                           | Les Belleville                 |         | à géolocaliser                   |                |                                                                                  |             | Image manquante Téléverser                                                         |
| Chapelle Notre-Dame-des-Neiges de Val-Thorens                                               | Les Belleville                 |         | 45° 17′ 53″ nord, 6° 35′ 02″ est |                |                                                                                  |             | Chapelle Notre-Dame-des-Neiges de Val-Thorens                                      |
| Chapelle œcuménique des Ménuires                                                            | Les Belleville                 |         | à géolocaliser                   |                |                                                                                  |             | Image manquante Téléverser                                                         |
| Chapelle Saint-Antoine du Chatelard                                                         | Les Belleville                 |         | à géolocaliser                   |                |                                                                                  |             | Image manquante Téléverser                                                         |
| Chapelle Saint-Aubin-Sainte-Marguerite du Villard                                           | Les Belleville                 |         | à géolocaliser                   |                |                                                                                  |             | Image manquante Téléverser                                                         |
| Chapelle Saint-Barthélemy-et-Sainte-Brigitte de Villarenger                                 | Les Belleville                 |         | à géolocaliser                   |                |                                                                                  |             | Image manquante Téléverser                                                         |
| Chapelle Saint-Bernard-de-Menthon du Roux                                                   | Les Belleville                 |         | à géolocaliser                   |                |                                                                                  |             | Image manquante Téléverser                                                         |
| Chapelle Saint-Claude de Levassaix                                                          | Les Belleville                 |         | à géolocaliser                   |                |                                                                                  |             | Image manquante Téléverser                                                         |
| Chapelle Sainte-Agathe des Granges                                                          | Les Belleville                 |         | à géolocaliser                   |                |                                                                                  |             | Image manquante Téléverser                                                         |
| Chapelle Sainte-Marie-Madeleine-et-Sainte-Agnès de Villarabout                              | Les Belleville                 |         | à géolocaliser                   |                |                                                                                  |             | Image manquante Téléverser                                                         |
| Chapelle Saint-Guérin de Villarbon                                                          | Les Belleville                 |         | à géolocaliser                   |                |                                                                                  |             | Image manquante Téléverser                                                         |
| Chapelle Saint-Jean-Baptiste de Béranger                                                    | Les Belleville                 |         | à géolocaliser                   |                |                                                                                  |             | Image manquante Téléverser                                                         |
| Chapelle Saint-Marcel de Saint-Marcel (Savoie)                                              | Les Belleville                 |         | à géolocaliser                   |                |                                                                                  |             | Image manquante Téléverser                                                         |
| Chapelle Saint-Roch-et-Saint-Sébastien de Planvillard                                       | Les Belleville                 |         | à géolocaliser                   |                |                                                                                  |             | Image manquante Téléverser                                                         |
| Chapelle de Couverclaz                                                                      | Les Chapelles                  |         | 45° 35′ 03″ nord, 6° 43′ 14″ est |                |                                                                                  |             | Image manquante Téléverser                                                         |
| Chapelle de Villarivon                                                                      | Les Chapelles                  |         | 45° 34′ 49″ nord, 6° 43′ 20″ est |                |                                                                                  |             | Image manquante Téléverser                                                         |
| Chapelle Notre-Dame-du-Mont-Carmel des Chapelles                                            | Les Chapelles                  |         | 45° 35′ 15″ nord, 6° 43′ 36″ est |                |                                                                                  |             | Image manquante Téléverser                                                         |
| Chapelle Saint-Antoine de Picolard                                                          | Les Chapelles                  |         | 45° 34′ 57″ nord, 6° 42′ 47″ est |                |                                                                                  |             | Image manquante Téléverser                                                         |
| Chapelle Saint-Bernard-de-Menthon de Montgirod                                              | Les Chapelles                  |         | 45° 35′ 30″ nord, 6° 44′ 07″ est |                |                                                                                  |             | Image manquante Téléverser                                                         |
| Chapelle Saint-Guérin des Chapelles                                                         | Les Chapelles                  |         | 45° 35′ 37″ nord, 6° 43′ 56″ est |                |                                                                                  |             | Image manquante Téléverser                                                         |
| Chapelle Saint-Jean-Baptiste de Parchet                                                     | Les Chapelles                  |         | 45° 35′ 19″ nord, 6° 44′ 18″ est |                |                                                                                  |             | Image manquante Téléverser                                                         |
| Chapelle Saint-Michel de Feindaille                                                         | Les Chapelles                  |         | 45° 35′ 05″ nord, 6° 43′ 52″ est |                |                                                                                  |             | Image manquante Téléverser                                                         |
| Chapelle Notre-Dame-des-Grâces des Chavannes-en-Maurienne                                   | Les Chavannes-en-Maurienne     |         | à géolocaliser                   |                |                                                                                  |             | Image manquante Téléverser                                                         |
| Chapelle Notre-Dame-des-Neiges de la Féclaz                                                 | Les Déserts                    |         | à géolocaliser                   |                |                                                                                  |             | Image manquante Téléverser                                                         |
| Chapelle de Villarbet                                                                       | Les Mollettes                  |         | 45° 28′ 20″ nord, 6° 04′ 37″ est |                |                                                                                  |             | Image manquante Téléverser                                                         |
| Chapelle des Mollettes                                                                      | Les Mollettes                  |         | 45° 28′ 20″ nord, 6° 04′ 37″ est |                |                                                                                  |             | Chapelle des Mollettes                                                             |
| Chapelle Saint-Martin de Loisieux                                                           | Loisieux                       |         | 45° 39′ 28″ nord, 5° 43′ 10″ est |                |                                                                                  |             | Image manquante Téléverser                                                         |
| Chapelle funéraire de Marcieux                                                              | Marcieux                       |         | 45° 36′ 43″ nord, 5° 45′ 53″ est |                |                                                                                  |             | Chapelle funéraire de Marcieux                                                     |
| Chapelle du Villard de Marthod                                                              | Marthod                        |         | à géolocaliser                   |                |                                                                                  |             | Image manquante Téléverser                                                         |
| Chapelle Saint-François-de-Sales du Sautplat                                                | Marthod                        |         | à géolocaliser                   |                |                                                                                  |             | Image manquante Téléverser                                                         |
| Chapelle Notre-Dame, Sainte-Anne, Saint-Pierre-et-Saint-Jacques-le-Majeur de Chevronnet     | Mercury                        |         | à géolocaliser                   |                |                                                                                  |             | Image manquante Téléverser                                                         |
| Chapelle Notre-Dame-des-Neiges de la Ramaz                                                  | Mercury                        |         | à géolocaliser                   |                |                                                                                  |             | Image manquante Téléverser                                                         |
| Chapelle Notre-Dame-du-Mont-Carmel des Héris dessous                                        | Mercury                        |         | à géolocaliser                   |                |                                                                                  |             | Image manquante Téléverser                                                         |
| Chapelle Saint-Bernard-de-Menthon, Sainte-Marguerite-et-Saint-Claude du Villard             | Mercury                        |         | à géolocaliser                   |                |                                                                                  |             | Image manquante Téléverser                                                         |
| Chapelle Saint-Ferréol, Saint-Bon-et-Saint-Maur de la Soffaz                                | Mercury                        |         | à géolocaliser                   |                |                                                                                  |             | Image manquante Téléverser                                                         |
| Chapelle Saint-Germain, Notre-Dame-du-Puy-et-Saint-Jean-l'Évangéliste de la Frasse          | Mercury                        |         | à géolocaliser                   |                |                                                                                  |             | Image manquante Téléverser                                                         |
| Chapelle de Trouet                                                                          | Meyrieux-Trouet                |         | à géolocaliser                   |                |                                                                                  |             | Image manquante Téléverser                                                         |
| Chapelle Notre-Dame-du-Charmaix de Valfréjus                                                | Modane                         |         | 45° 10′ 41″ nord, 6° 39′ 29″ est |                |                                                                                  |             | Chapelle Notre-Dame-du-Charmaix de Valfréjus                                       |
| Chapelle Saint-Jacques de Modane                                                            | Modane                         |         | à géolocaliser                   |                |                                                                                  |             | Chapelle Saint-Jacques de Modane                                                   |
| Chapelle de la Roche                                                                        | Montagny                       |         | à géolocaliser                   |                |                                                                                  |             | Image manquante Téléverser                                                         |
| Chapelle de la Thuile de Montagny                                                           | Montagny                       |         | à géolocaliser                   |                |                                                                                  |             | Image manquante Téléverser                                                         |
| Chapelle Notre-Dame-des-Neiges de Montagny                                                  | Montagny                       |         | à géolocaliser                   |                |                                                                                  |             | Image manquante Téléverser                                                         |
| Chapelle Saint-Roch du Villard                                                              | Montagny                       |         | à géolocaliser                   |                |                                                                                  |             | Image manquante Téléverser                                                         |
| Chapelle Saint-Sébastien de Montagny                                                        | Montagny                       |         | à géolocaliser                   |                |                                                                                  |             | Image manquante Téléverser                                                         |
| Chapelle Notre-Dame de Beaurevers                                                           | Montaimont                     |         | 45° 22′ 09″ nord, 6° 19′ 46″ est | « PA00118277 » | Inscrit MH                                                                       | 1987        | Chapelle Notre-Dame de Beaurevers                                                  |
| Chapelle Sainte-Marguerite de Montaimont                                                    | Montaimont                     |         | 45° 23′ 10″ nord, 6° 21′ 48″ est |                |                                                                                  |             | Chapelle Sainte-Marguerite de Montaimont                                           |
| Chapelle de Bonvillard                                                                      | Montaimont                     |         | à géolocaliser                   |                |                                                                                  |             | Image manquante Téléverser                                                         |
| Chapelle Saint-Antoine de la Perrière                                                       | Montaimont                     |         | à géolocaliser                   |                |                                                                                  |             | Image manquante Téléverser                                                         |
| Chapelle Saint-Roch de la Pallud                                                            | Montaimont                     |         | à géolocaliser                   |                |                                                                                  |             | Image manquante Téléverser                                                         |
| Chapelle Saint-Bernard-de-Menthon de Montaimont                                             | Montaimont                     |         | 45° 22′ 28″ nord, 6° 21′ 54″ est |                |                                                                                  |             | Chapelle Saint-Bernard-de-Menthon de Montaimont                                    |
| Chapelle Sainte-Marguerite du Grand-Montgilbert                                             | Montgilbert                    |         | à géolocaliser                   |                |                                                                                  |             | Image manquante Téléverser                                                         |
| Chapelle Sainte-Agathe de Montgirod                                                         | Montgirod                      |         | à géolocaliser                   |                |                                                                                  |             | Image manquante Téléverser                                                         |
| Chapelle Saint-Grat de Montgirod                                                            | Montgirod                      |         | à géolocaliser                   |                |                                                                                  |             | Image manquante Téléverser                                                         |
| Chapelle Saint-Jean-Baptiste du Villaret                                                    | Montgirod                      |         | à géolocaliser                   |                |                                                                                  |             | Image manquante Téléverser                                                         |
| Chapelle Notre-Dame-de-Piété d'Albanne                                                      | Montricher-Albanne             |         | à géolocaliser                   |                |                                                                                  |             | Image manquante Téléverser                                                         |
| Chapelle Saint-Étienne du Bochet                                                            | Montricher-Albanne             |         | à géolocaliser                   |                |                                                                                  |             | Image manquante Téléverser                                                         |
| Chapelle Saint-Jacques d'Albanette                                                          | Montricher-Albanne             |         | à géolocaliser                   |                |                                                                                  |             | Image manquante Téléverser                                                         |
| Chapelle Notre-Dame-de-Fourvière du Champ                                                   | Montvalezan                    |         | à géolocaliser                   |                |                                                                                  |             | Image manquante Téléverser                                                         |
| Chapelle Notre-Dame-de-Liesse du Crey                                                       | Montvalezan                    |         | 45° 36′ 42″ nord, 6° 51′ 29″ est |                |                                                                                  |             | Image manquante Téléverser                                                         |
| Chapelle Notre-Dame-de-Pitié de la Rochette                                                 | Montvalezan                    |         | à géolocaliser                   |                |                                                                                  |             | Image manquante Téléverser                                                         |
| Chapelle Saint-Alexis du Châtelard                                                          | Montvalezan                    |         | à géolocaliser                   |                |                                                                                  |             | Image manquante Téléverser                                                         |
| Chapelle Saint-André du Villaret                                                            | Montvalezan                    |         | à géolocaliser                   |                |                                                                                  |             | Image manquante Téléverser                                                         |
| Chapelle Saint-Barthélemy du Mousselard                                                     | Montvalezan                    |         | à géolocaliser                   |                |                                                                                  |             | Image manquante Téléverser                                                         |
| Chapelle Sainte-Anne de Hauteville                                                          | Montvalezan                    |         | à géolocaliser                   |                |                                                                                  |             | Image manquante Téléverser                                                         |
| Chapelle Sainte-Barbe du Solliet                                                            | Montvalezan                    |         | à géolocaliser                   |                |                                                                                  |             | Image manquante Téléverser                                                         |
| Chapelle Sainte-Jeanne-d'Arc de la Rosière                                                  | Montvalezan                    |         | à géolocaliser                   |                |                                                                                  |             | Image manquante Téléverser                                                         |
| Chapelle Saint-Jacques de la Combaz                                                         | Montvalezan                    |         | à géolocaliser                   |                |                                                                                  |             | Image manquante Téléverser                                                         |
| Chapelle Saint-Joseph du Griotteray                                                         | Montvalezan                    |         | à géolocaliser                   |                |                                                                                  |             | Image manquante Téléverser                                                         |
| Chapelle Saint-Martin des Moulins                                                           | Montvalezan                    |         | à géolocaliser                   |                |                                                                                  |             | Image manquante Téléverser                                                         |
| Chapelle Saint-Roch des Laix                                                                | Montvalezan                    |         | à géolocaliser                   |                |                                                                                  |             | Image manquante Téléverser                                                         |
| Chapelle Notre-Dame de la Balme                                                             | Montvernier                    |         | 45° 19′ 07″ nord, 6° 20′ 19″ est |                |                                                                                  |             | Chapelle Notre-Dame de la Balme                                                    |
| Chapelle Notre-Dame-des-Neiges du Biollay                                                   | Mouxy                          |         | à géolocaliser                   |                |                                                                                  |             | Image manquante Téléverser                                                         |
| Chapelle de Bonnegarde                                                                      | Mâcot-la-Plagne                |         | à géolocaliser                   |                |                                                                                  |             | Image manquante Téléverser                                                         |
| Chapelle œcuménique de la Plagne-Centre                                                     | Mâcot-la-Plagne                |         | à géolocaliser                   |                |                                                                                  |             | Image manquante Téléverser                                                         |
| Chapelle Saint-Blaise de Sangot                                                             | Mâcot-la-Plagne                |         | à géolocaliser                   |                |                                                                                  |             | Image manquante Téléverser                                                         |
| Chapelle Saint-Grat de Mâcot-la-Plagne                                                      | Mâcot-la-Plagne                |         | à géolocaliser                   |                |                                                                                  |             | Image manquante Téléverser                                                         |
| Chapelle Saint-Jacques de Mont-Saint-Jacques                                                | Mâcot-la-Plagne                |         | 45° 31′ 21″ nord, 6° 42′ 05″ est |                |                                                                                  |             | Image manquante Téléverser                                                         |
| Chapelle Saint-Joseph des Granges                                                           | Mâcot-la-Plagne                |         | à géolocaliser                   |                |                                                                                  |             | Image manquante Téléverser                                                         |
| Chapelle du Revers                                                                          | Méry                           |         | à géolocaliser                   |                |                                                                                  |             | Image manquante Téléverser                                                         |
| Chapelle Sainte-Rose de Nances                                                              | Nances                         |         | 45° 36′ 05″ nord, 5° 47′ 48″ est |                |                                                                                  |             | Chapelle Sainte-Rose de Nances                                                     |
| Chapelle Saint-Fabien-et-Saint-Sébastien des Plaines                                        | Notre-Dame-du-Pré              |         | à géolocaliser                   |                |                                                                                  |             | Image manquante Téléverser                                                         |
| Chapelle Notre-Dame-de-la-Salette de Novalaise                                              | Novalaise                      |         | à géolocaliser                   |                |                                                                                  |             | Image manquante Téléverser                                                         |
| Chapelle de la Nativité de la Sainte-Vierge d'Orelle                                        | Orelle                         |         | 45° 12′ 46″ nord, 6° 33′ 29″ est |                |                                                                                  |             | Chapelle de la Nativité de la Sainte-Vierge d'Orelle                               |
| Chapelle de l'Annonciation d'Orellette                                                      | Orelle                         |         | 45° 13′ 01″ nord, 6° 31′ 19″ est |                |                                                                                  |             | Image manquante Téléverser                                                         |
| Chapelle du Sacré Cœur de Jésus d'Orelle                                                    | Orelle                         |         | 45° 12′ 59″ nord, 6° 33′ 24″ est |                |                                                                                  |             | Image manquante Téléverser                                                         |
| Chapelle Notre-Dame-des-Anges d'Orelle                                                      | Orelle                         |         | 45° 14′ 05″ nord, 6° 33′ 22″ est |                |                                                                                  |             | Chapelle Notre-Dame-des-Anges d'Orelle                                             |
| Chapelle Notre-Dame-des-Neiges de Genevret                                                  | Orelle                         |         | 45° 13′ 55″ nord, 6° 31′ 53″ est |                |                                                                                  |             | Image manquante Téléverser                                                         |
| Chapelle Saint-Albert du Glacelet                                                           | Orelle                         |         | 45° 11′ 32″ nord, 6° 32′ 37″ est |                |                                                                                  |             | Image manquante Téléverser                                                         |
| Chapelle Saint-Barthélemy de Bissorte                                                       | Orelle                         |         | 45° 10′ 52″ nord, 6° 34′ 44″ est |                |                                                                                  |             | Image manquante Téléverser                                                         |
| Chapelle Saint-Bernard de Menthon de La Bronsonnière                                        | Orelle                         |         | 45° 12′ 17″ nord, 6° 33′ 09″ est |                |                                                                                  |             | Image manquante Téléverser                                                         |
| Chapelle Saint-Denis d'Orelle                                                               | Orelle                         |         | 45° 12′ 37″ nord, 6° 33′ 04″ est |                |                                                                                  |             | Image manquante Téléverser                                                         |
| Chapelle Sainte-Madeleine d'Orellette                                                       | Orelle                         |         | 45° 12′ 59″ nord, 6° 31′ 17″ est |                |                                                                                  |             | Image manquante Téléverser                                                         |
| Chapelle Sainte-Marguerite d'Orelle                                                         | Orelle                         |         | 45° 14′ 01″ nord, 6° 33′ 14″ est |                |                                                                                  |             | Image manquante Téléverser                                                         |
| Chapelle Saint-François-d'Assise de La Fusine                                               | Orelle                         |         | 45° 12′ 45″ nord, 6° 33′ 01″ est |                |                                                                                  |             | Image manquante Téléverser                                                         |
| Chapelle Saint-Jacques d'Orelle                                                             | Orelle                         |         | 45° 12′ 30″ nord, 6° 32′ 42″ est |                |                                                                                  |             | Chapelle Saint-Jacques d'Orelle                                                    |
| Chapelle Saint-Jean-Baptiste d'Orelle                                                       | Orelle                         |         | 45° 12′ 36″ nord, 6° 32′ 10″ est |                |                                                                                  |             | Image manquante Téléverser                                                         |
| Chapelle Saint-Joseph du Poucet                                                             | Orelle                         |         | 45° 12′ 39″ nord, 6° 30′ 57″ est |                |                                                                                  |             | Image manquante Téléverser                                                         |
| Chapelle Saint-Louis de Bissortette                                                         | Orelle                         |         | 45° 12′ 08″ nord, 6° 35′ 11″ est |                |                                                                                  |             | Image manquante Téléverser                                                         |
| Chapelle Saint-Roch d'Orelle                                                                | Orelle                         |         | 45° 12′ 37″ nord, 6° 31′ 47″ est |                |                                                                                  |             | Image manquante Téléverser                                                         |
| Chapelle Saint-Sébastien du Noiray                                                          | Orelle                         |         | 45° 12′ 35″ nord, 6° 33′ 22″ est |                |                                                                                  |             | Image manquante Téléverser                                                         |
| Chapelle Saint-Guérin de Bermond                                                            | Pallud                         |         | à géolocaliser                   |                |                                                                                  |             | Image manquante Téléverser                                                         |
| Chapelle Notre-Dame-des-Neiges dite aussi Notre-Dame-de-la-Visitation de Beaupraz           | Peisey-Nancroix                |         | à géolocaliser                   |                |                                                                                  |             | Image manquante Téléverser                                                         |
| Chapelle oratoire du sanctuaire Notre-Dame des Vernettes                                    | Peisey-Nancroix                |         | à géolocaliser                   |                |                                                                                  |             | Image manquante Téléverser                                                         |
| Chapelle Sainte-Agathe du Moulin                                                            | Peisey-Nancroix                |         | à géolocaliser                   |                |                                                                                  |             | Image manquante Téléverser                                                         |
| Chapelle Sainte-Marguerite de la Chénarie                                                   | Peisey-Nancroix                |         | à géolocaliser                   |                |                                                                                  |             | Image manquante Téléverser                                                         |
| Chapelle Sainte-Marie-Madeleine de Nancroix                                                 | Peisey-Nancroix                |         | à géolocaliser                   |                |                                                                                  |             | Image manquante Téléverser                                                         |
| Chapelle Saint-Jacques-le-Majeur de Pracompuet                                              | Peisey-Nancroix                |         | à géolocaliser                   |                |                                                                                  |             | Image manquante Téléverser                                                         |
| Chapelle Saint-Pierre-et-Saint-Paul du Villaret                                             | Peisey-Nancroix                |         | à géolocaliser                   |                |                                                                                  |             | Image manquante Téléverser                                                         |
| Chapelle Notre-Dame-des-Neiges de la Novaz                                                  | Planay                         |         | à géolocaliser                   |                |                                                                                  |             | Image manquante Téléverser                                                         |
| Chapelle Saint-Barthélemy de Chamberanger                                                   | Planay                         |         | à géolocaliser                   |                |                                                                                  |             | Image manquante Téléverser                                                         |
| Chapelle Sainte-Marguerite du Villard                                                       | Planay                         |         | à géolocaliser                   |                |                                                                                  |             | Image manquante Téléverser                                                         |
| Chapelle de l’Immaculée-Conception de Pontamafrey                                           | Pontamafrey-Montpascal         |         | 45° 18′ 44″ nord, 6° 20′ 17″ est |                |                                                                                  |             | Chapelle de l’Immaculée-Conception de Pontamafrey                                  |
| Chapelle Notre-Dame du Chaussy                                                              | Pontamafrey-Montpascal         |         | 45° 20′ 38″ nord, 6° 21′ 24″ est |                |                                                                                  |             | Chapelle Notre-Dame du Chaussy                                                     |
| Chapelle Saint-Benoît de Montpascal                                                         | Pontamafrey-Montpascal         |         | à géolocaliser                   |                |                                                                                  |             | Image manquante Téléverser                                                         |
| Chapelle des Bieux                                                                          | Pralognan-la-Vanoise           |         | 45° 22′ 49″ nord, 6° 43′ 35″ est |                |                                                                                  |             | Chapelle des Bieux                                                                 |
| Chapelle Notre-Dame-des-Sept-Douleurs du Barioz                                             | Pralognan-la-Vanoise           |         | 45° 22′ 48″ nord, 6° 43′ 25″ est |                |                                                                                  |             | Chapelle Notre-Dame-des-Sept-Douleurs du Barioz                                    |
| Chapelle Sainte-Anne de la Croix                                                            | Pralognan-la-Vanoise           |         | à géolocaliser                   |                |                                                                                  |             | Image manquante Téléverser                                                         |
| Chapelle Sainte-Brigitte des Granges                                                        | Pralognan-la-Vanoise           |         | 45° 23′ 27″ nord, 6° 42′ 58″ est |                |                                                                                  |             | Chapelle Sainte-Brigitte des Granges                                               |
| Chapelle de La Motte de Pralognan                                                           | Pralognan-la-Vanoise           |         | 45° 19′ 40″ nord, 6° 41′ 27″ est |                |                                                                                  |             | Chapelle de La Motte de Pralognan                                                  |
| Chapelle Notre-Dame de Prodin                                                               | Presle                         |         | à géolocaliser                   |                |                                                                                  |             | Image manquante Téléverser                                                         |
| Chapelle Saint-Roch de Presle                                                               | Presle                         |         | à géolocaliser                   |                |                                                                                  |             | Image manquante Téléverser                                                         |
| Chapelle de l'Unité des Corbières                                                           | Pugny-Chatenod                 |         | 45° 41′ 04″ nord, 5° 57′ 00″ est |                |                                                                                  |             | Image manquante Téléverser                                                         |
| Chapelle Notre-Dame-de-la-Salette de Quiege                                                 | Queige                         |         | 45° 43′ 21″ nord, 6° 27′ 40″ est |                |                                                                                  |             | Image manquante Téléverser                                                         |
| Chapelle de la Barme                                                                        | Queige                         |         | 45° 42′ 42″ nord, 6° 26′ 11″ est |                |                                                                                  |             | Image manquante Téléverser                                                         |
| Chapelle de Molliessoulaz                                                                   | Queige                         |         | 45° 42′ 32″ nord, 6° 28′ 01″ est |                |                                                                                  |             | Image manquante Téléverser                                                         |
| Chapelle des Roengers                                                                       | Queige                         |         | à géolocaliser                   |                |                                                                                  |             | Image manquante Téléverser                                                         |
| Chapelle d'Outrechenay                                                                      | Queige                         |         | à géolocaliser                   |                |                                                                                  |             | Image manquante Téléverser                                                         |
| Chapelle Notre-Dame-de-la-Salette de Queige                                                 | Queige                         |         | 45° 43′ 21″ nord, 6° 27′ 40″ est |                |                                                                                  |             | Image manquante Téléverser                                                         |
| Chapelle Saint-Bernard-de-Menthon de Queige                                                 | Queige                         |         | à géolocaliser                   |                |                                                                                  |             | Image manquante Téléverser                                                         |
| Chapelle Sainte-Brigitte-d'Ecosse anciennement Saint-Aubin-et-Saint-Claude de Champ-Gilbert | Queige                         |         | à géolocaliser                   |                |                                                                                  |             | Image manquante Téléverser                                                         |
| Chapelle Saint-Joseph de Bonnecine                                                          | Queige                         |         | à géolocaliser                   |                |                                                                                  |             | Image manquante Téléverser                                                         |
| Chapelle de la Rochette de Rognaix                                                          | Rognaix                        |         | à géolocaliser                   |                |                                                                                  |             | Image manquante Téléverser                                                         |
| Chapelle Notre-Dame-de-Lorette de Saint-Alban-Leysse                                        | Saint-Alban-Leysse             |         | 45° 34′ 51″ nord, 5° 57′ 28″ est |                |                                                                                  |             | Image manquante Téléverser                                                         |
| Chapelle Saint-Saturnin de Saint-Alban-Leysse                                               | Saint-Alban-Leysse             |         | 45° 35′ 57″ nord, 5° 56′ 14″ est |                |                                                                                  |             | Chapelle Saint-Saturnin de Saint-Alban-Leysse                                      |
| Chapelle Notre-Dame-de-la-Salette de Saint-Alban-d'Hurtières                                | Saint-Alban-d'Hurtières        |         | 45° 28′ 59″ nord, 6° 16′ 17″ est |                |                                                                                  |             | Chapelle Notre-Dame-de-la-Salette de Saint-Alban-d'Hurtières                       |
| Chapelle du Bessay                                                                          | Saint-Alban-des-Villards       |         | à géolocaliser                   |                |                                                                                  |             | Image manquante Téléverser                                                         |
| Chapelle Notre-Dame-des-Voûtes de Saint-Alban-des-Villards                                  | Saint-Alban-des-Villards       |         | à géolocaliser                   |                |                                                                                  |             | Image manquante Téléverser                                                         |
| Chapelle de l'Immaculée-Conception de Montruard                                             | Saint-André                    |         | à géolocaliser                   |                |                                                                                  |             | Image manquante Téléverser                                                         |
| Chapelle des Saints-Anges de la Parraz                                                      | Saint-André                    |         | à géolocaliser                   |                |                                                                                  |             | Image manquante Téléverser                                                         |
| Chapelle Notre-Dame-de-la-Délivrance de Langlacerey                                         | Saint-André                    |         | à géolocaliser                   |                |                                                                                  |             | Image manquante Téléverser                                                         |
| Chapelle Notre-Dame-de-la-Pitié de Saint-André                                              | Saint-André                    |         | 45° 12′ 01″ nord, 6° 37′ 19″ est |                |                                                                                  |             | Chapelle Notre-Dame-de-la-Pitié de Saint-André                                     |
| Chapelle Saint-Blaise de Fontagneux                                                         | Saint-André                    |         | à géolocaliser                   |                |                                                                                  |             | Image manquante Téléverser                                                         |
| Chapelle Saint-Claude du Villard                                                            | Saint-André                    |         | à géolocaliser                   |                |                                                                                  |             | Image manquante Téléverser                                                         |
| Chapelle Sainte-Agathe de la Praz                                                           | Saint-André                    |         | à géolocaliser                   |                |                                                                                  |             | Image manquante Téléverser                                                         |
| Chapelle Sainte-Brigide de Montruard                                                        | Saint-André                    |         | à géolocaliser                   |                |                                                                                  |             | Image manquante Téléverser                                                         |
| Chapelle Sainte-Catherine des Champs                                                        | Saint-André                    |         | à géolocaliser                   |                |                                                                                  |             | Image manquante Téléverser                                                         |
| Chapelle Saint-Paul du Villeret                                                             | Saint-André                    |         | à géolocaliser                   |                |                                                                                  |             | Image manquante Téléverser                                                         |
| Chapelle Saint-Roch de Saint-André                                                          | Saint-André                    |         | 45° 12′ 06″ nord, 6° 37′ 10″ est |                |                                                                                  |             | Image manquante Téléverser                                                         |
| Chapelle Saint-Anthelme de Saint-Baldoph                                                    | Saint-Baldoph                  |         | 45° 32′ 08″ nord, 5° 57′ 18″ est |                |                                                                                  |             | Image manquante Téléverser                                                         |
| Chapelle de Courchevel 1550                                                                 | Saint-Bon-Tarentaise           |         | à géolocaliser                   |                |                                                                                  |             | Image manquante Téléverser                                                         |
| Chapelle Saint-François-de-Sales-et-Sainte-Jeanne-de-Chantal de Saint-Bon-Tarentaise        | Saint-Bon-Tarentaise           |         | à géolocaliser                   |                |                                                                                  |             | Image manquante Téléverser                                                         |
| Chapelle Notre-Dame-de-Grâce de Saint-Christophe                                            | Saint-Christophe               |         | à géolocaliser                   |                |                                                                                  |             | Image manquante Téléverser                                                         |
| Chapelle Notre-Dame-des-Neiges de Valmaure                                                  | Saint-Colomban-des-Villards    |         | à géolocaliser                   |                |                                                                                  |             | Image manquante Téléverser                                                         |
| Chapelle Saint-Claude du Villard Martinan                                                   | Saint-Colomban-des-Villards    |         | à géolocaliser                   |                |                                                                                  |             | Image manquante Téléverser                                                         |
| Chapelle Saint-Sébastien-et-Saint-Roch de la Chal                                           | Saint-Colomban-des-Villards    |         | à géolocaliser                   |                |                                                                                  |             | Image manquante Téléverser                                                         |
| Chapelle de Corbeau de Vaulserre                                                            | Saint-Franc                    |         | à géolocaliser                   |                |                                                                                  |             | Chapelle de Corbeau de Vaulserre                                                   |
| Chapelle Sainte-Anne de Saint-François-Longchamp                                            | Saint-François-Longchamp       |         | à géolocaliser                   |                |                                                                                  |             | Image manquante Téléverser                                                         |
| Chapelle Notre-Dame de Saint-François-de-Sales                                              | Saint-François-de-Sales        |         | 45° 41′ 13″ nord, 6° 03′ 45″ est |                |                                                                                  |             | Image manquante Téléverser                                                         |
| Chapelle Notre-Dame-de-Pigneux de Saint-Genix-sur-Guiers                                    | Saint-Genix-sur-Guiers         |         | à géolocaliser                   |                |                                                                                  |             | Image manquante Téléverser                                                         |
| Chapelle Sainte-Barbe de la Minière                                                         | Saint-Georges-d'Hurtières      |         | à géolocaliser                   |                |                                                                                  |             | Image manquante Téléverser                                                         |
| Chapelle de la Chambotte                                                                    | Saint-Germain-la-Chambotte     |         | 45° 46′ 37″ nord, 5° 52′ 30″ est |                |                                                                                  |             | Chapelle de la Chambotte                                                           |
| Chapelle Notre-Dame-de-la-Présentation de la Chal                                           | Saint-Jean-d'Arves             |         | à géolocaliser                   |                |                                                                                  |             | Image manquante Téléverser                                                         |
| Chapelle Saint-Antoine des Chambons                                                         | Saint-Jean-d'Arves             |         | à géolocaliser                   |                |                                                                                  |             | Image manquante Téléverser                                                         |
| Chapelle Sainte-Barbe-Saint-Joseph du Villaret                                              | Saint-Jean-d'Arves             |         | à géolocaliser                   |                |                                                                                  |             | Image manquante Téléverser                                                         |
| Chapelle Sainte-Brigide du Collet                                                           | Saint-Jean-d'Arves             |         | à géolocaliser                   |                |                                                                                  |             | Image manquante Téléverser                                                         |
| Chapelle du Novallay                                                                        | Saint-Jean-de-Belleville       |         | à géolocaliser                   |                |                                                                                  |             | Image manquante Téléverser                                                         |
| Chapelle du Villard                                                                         | Saint-Jean-de-Belleville       |         | à géolocaliser                   |                |                                                                                  |             | Image manquante Téléverser                                                         |
| Chapelle Notre-Dame-des-Grâces de Saint-Jean-de-Belleville                                  | Saint-Jean-de-Belleville       |         | à géolocaliser                   |                |                                                                                  |             | Image manquante Téléverser                                                         |
| Chapelle Saint-Antoine de la Combe                                                          | Saint-Jean-de-Belleville       |         | à géolocaliser                   |                |                                                                                  |             | Image manquante Téléverser                                                         |
| Chapelle Sainte-Agathe-et-Sainte-Catherine de Villarly                                      | Saint-Jean-de-Belleville       |         | à géolocaliser                   |                |                                                                                  |             | Image manquante Téléverser                                                         |
| Chapelle Sainte-Anne de la Flachère                                                         | Saint-Jean-de-Belleville       |         | à géolocaliser                   |                |                                                                                  |             | Image manquante Téléverser                                                         |
| Chapelle Saint-Martin des Granges                                                           | Saint-Jean-de-Belleville       |         | à géolocaliser                   |                |                                                                                  |             | Image manquante Téléverser                                                         |
| Chapelle Notre-Dame de Monthoux                                                             | Saint-Jean-de-Chevelu          |         | 45° 42′ 23″ nord, 5° 50′ 08″ est |                |                                                                                  |             | Image manquante Téléverser                                                         |
| Chapelle Bonne-Nouvelle de Saint-Jean-de-Maurienne                                          | Saint-Jean-de-Maurienne        |         | 45° 16′ 53″ nord, 6° 20′ 27″ est |                |                                                                                  |             | Image manquante Téléverser                                                         |
| Chapelle du groupe scolaire Saint-Joseph de Saint-Jean-de-Maurienne                         | Saint-Jean-de-Maurienne        |         | à géolocaliser                   |                |                                                                                  |             | Image manquante Téléverser                                                         |
| Chapelle Notre-Dame-de-Délivrance de la Combe des Moulins                                   | Saint-Jean-de-Maurienne        |         | à géolocaliser                   |                |                                                                                  |             | Image manquante Téléverser                                                         |
| Chapelle de la Sainte-Trinité de la Raie                                                    | Saint-Julien-Mont-Denis        |         | à géolocaliser                   |                |                                                                                  |             | Image manquante Téléverser                                                         |
| Chapelle de Serpolière                                                                      | Saint-Julien-Mont-Denis        |         | à géolocaliser                   |                |                                                                                  |             | Image manquante Téléverser                                                         |
| Chapelle des Cours                                                                          | Saint-Julien-Mont-Denis        |         | à géolocaliser                   |                |                                                                                  |             | Image manquante Téléverser                                                         |
| Chapelle Saint-Clément de Villard Clément                                                   | Saint-Julien-Mont-Denis        |         | à géolocaliser                   |                |                                                                                  |             | Image manquante Téléverser                                                         |
| Chapelle Saint-Roch du Poutet                                                               | Saint-Julien-Mont-Denis        |         | à géolocaliser                   |                |                                                                                  |             | Image manquante Téléverser                                                         |
| Chapelle de Montmagny                                                                       | Saint-Marcel                   |         | à géolocaliser                   |                |                                                                                  |             | Image manquante Téléverser                                                         |
| Chapelle Saint-Jacques de Roc Pupim                                                         | Saint-Marcel                   |         | 45° 30′ 34″ nord, 6° 34′ 09″ est |                |                                                                                  |             | Chapelle Saint-Jacques de Roc Pupim                                                |
| Chapelle des Petites Seignières                                                             | Saint-Martin-d'Arc             |         | à géolocaliser                   |                |                                                                                  |             | Image manquante Téléverser                                                         |
| Chapelle Saint-Benoît des Grandes Seignières                                                | Saint-Martin-d'Arc             |         | à géolocaliser                   |                |                                                                                  |             | Image manquante Téléverser                                                         |
| Chapelle de Bon Secours de la Porte                                                         | Saint-Martin-de-la-Porte       |         | à géolocaliser                   |                |                                                                                  |             | Image manquante Téléverser                                                         |
| Chapelle Notre-Dame-de-la-Miséricorde des Champs                                            | Saint-Martin-de-la-Porte       |         | à géolocaliser                   |                |                                                                                  |             | Image manquante Téléverser                                                         |
| Chapelle Notre-Dame-de-la-Salette des Magnins                                               | Saint-Martin-de-la-Porte       |         | à géolocaliser                   |                |                                                                                  |             | Image manquante Téléverser                                                         |
| Chapelle Notre-Dame-des-Neiges de Mollard Durand                                            | Saint-Martin-de-la-Porte       |         | à géolocaliser                   |                |                                                                                  |             | Image manquante Téléverser                                                         |
| Chapelle Saint-Bernard de la Villette                                                       | Saint-Martin-de-la-Porte       |         | à géolocaliser                   |                |                                                                                  |             | Image manquante Téléverser                                                         |
| Chapelle Saint-Antoine de Montoudras                                                        | Saint-Martin-sur-la-Chambre    |         | à géolocaliser                   |                |                                                                                  |             | Image manquante Téléverser                                                         |
| Chapelle Sainte-Brigitte de Montailler                                                      | Saint-Martin-sur-la-Chambre    |         | à géolocaliser                   |                |                                                                                  |             | Image manquante Téléverser                                                         |
| Chapelle de la Visitation de Saint-Michel-de-Maurienne                                      | Saint-Michel-de-Maurienne      |         | 45° 13′ 09″ nord, 6° 28′ 20″ est |                |                                                                                  |             | Chapelle de la Visitation de Saint-Michel-de-Maurienne                             |
| Chapelle Notre-Dame-des-Victoires de l'église                                               | Saint-Michel-de-Maurienne      |         | 45° 14′ 35″ nord, 6° 27′ 51″ est |                |                                                                                  |             | Chapelle Notre-Dame-des-Victoires de l'église                                      |
| Chapelle Sainte-Anne de Sainte-Anne (Savoie)                                                | Saint-Michel-de-Maurienne      |         | à géolocaliser                   |                |                                                                                  |             | Image manquante Téléverser                                                         |
| Chapelle Saint-Vincent du Vigny                                                             | Saint-Michel-de-Maurienne      |         | à géolocaliser                   |                |                                                                                  |             | Image manquante Téléverser                                                         |
| Chapelle du Passieu                                                                         | Saint-Nicolas-la-Chapelle      |         | 45° 48′ 10″ nord, 6° 29′ 03″ est |                |                                                                                  |             | Chapelle du Passieu                                                                |
| Chapelle du Seuthenay                                                                       | Saint-Nicolas-la-Chapelle      |         | à géolocaliser                   |                |                                                                                  |             | Image manquante Téléverser                                                         |
| Chapelle Saint-Roch de Saint-Oyen                                                           | Saint-Oyen                     |         | à géolocaliser                   |                |                                                                                  |             | Image manquante Téléverser                                                         |
| Chapelle Saint-Bernard-de-Menthon des Colonnes                                              | Saint-Pancrace                 |         | 45° 15′ 44″ nord, 6° 18′ 32″ est |                |                                                                                  |             | Image manquante Téléverser                                                         |
| Chapelle Sainte-Appolonie-et-Sainte-Agathe du Cudray                                        | Saint-Paul-sur-Isère           |         | à géolocaliser                   |                |                                                                                  |             | Image manquante Téléverser                                                         |
| Chapelle Saint-Grat, Saint-Claude-et-Saint-François-de-Sales du Villard                     | Saint-Paul-sur-Isère           |         | à géolocaliser                   |                |                                                                                  |             | Image manquante Téléverser                                                         |
| Chapelle Saint-Paul de Saint-Paul-sur-Isère                                                 | Saint-Paul-sur-Isère           |         | à géolocaliser                   |                |                                                                                  |             | Image manquante Téléverser                                                         |
| Chapelle Saint-Roch de Saint-Paul-sur-Isère                                                 | Saint-Paul-sur-Isère           |         | à géolocaliser                   |                |                                                                                  |             | Image manquante Téléverser                                                         |
| Chapelle castrale Saint-Michel de Miolans                                                   | Saint-Pierre-d'Albigny         |         | 45° 34′ 49″ nord, 6° 11′ 14″ est |                |                                                                                  |             | Chapelle castrale Saint-Michel de Miolans                                          |
| Chapelle du monastère de la Visitation de Saint-Pierre-d'Albigny                            | Saint-Pierre-d'Albigny         |         | à géolocaliser                   |                |                                                                                  |             | Image manquante Téléverser                                                         |
| Chapelle des Dix-Mille-Martyrs de Saint-Pierre-d'Entremont                                  | Saint-Pierre-d'Entremont       |         | 45° 25′ 01″ nord, 5° 51′ 18″ est | « PA00118306 » | Classé MH Façade                                                                 | 1928        | Chapelle des Dix-Mille-Martyrs de Saint-Pierre-d'Entremont                         |
| Chapelle Notre-Dame-Auxiliatrice de Saint-Rémy-de-Maurienne                                 | Saint-Rémy-de-Maurienne        |         | 45° 23′ 30″ nord, 6° 15′ 56″ est |                |                                                                                  |             | Chapelle Notre-Dame-Auxiliatrice de Saint-Rémy-de-Maurienne                        |
| Chapelle Notre-Dame des Prés Plans                                                          | Saint-Sorlin-d'Arves           |         | à géolocaliser                   |                |                                                                                  |             | Image manquante Téléverser                                                         |
| Chapelle Saint-Jean-Baptiste des Choseaux                                                   | Saint-Sorlin-d'Arves           |         | à géolocaliser                   |                |                                                                                  |             | Image manquante Téléverser                                                         |
| Chapelle Saint-Joseph de la Ville                                                           | Saint-Sorlin-d'Arves           |         | à géolocaliser                   |                |                                                                                  |             | Image manquante Téléverser                                                         |
| Chapelle Saint-Pierre de l'Église                                                           | Saint-Sorlin-d'Arves           |         | à géolocaliser                   |                |                                                                                  |             | Chapelle Saint-Pierre de l'Église                                                  |
| Chapelle Sainte-Brigitte de Sainte-Foy-Tarentaise                                           | Sainte-Foy-Tarentaise          |         | 45° 36′ 08″ nord, 6° 53′ 13″ est | « PA00118334 » | Inscrit MH                                                                       | 1992        | Image manquante Téléverser                                                         |
| Chapelle Notre-Dame-de-Bon-Conseil-et-Saint-Germain de Bon Conseil - La Guersaz             | Sainte-Foy-Tarentaise          |         | à géolocaliser                   |                |                                                                                  |             | Image manquante Téléverser                                                         |
| Chapelle Saint-Barthélemy de la Thuile                                                      | Sainte-Foy-Tarentaise          |         | à géolocaliser                   |                |                                                                                  |             | Image manquante Téléverser                                                         |
| Chapelle Saint-Clair du Monal                                                               | Sainte-Foy-Tarentaise          |         | à géolocaliser                   |                |                                                                                  |             | Image manquante Téléverser                                                         |
| Chapelle Saint-Claude de la Mazure                                                          | Sainte-Foy-Tarentaise          |         | 45° 36′ 01″ nord, 6° 53′ 17″ est |                |                                                                                  |             | Chapelle Saint-Claude de la Mazure                                                 |
| Chapelle Saint-Donat de Chenal                                                              | Sainte-Foy-Tarentaise          |         | à géolocaliser                   |                |                                                                                  |             | Image manquante Téléverser                                                         |
| Chapelle Saint-Grat de Chenal                                                               | Sainte-Foy-Tarentaise          |         | à géolocaliser                   |                |                                                                                  |             | Image manquante Téléverser                                                         |
| Chapelle Saint-Guérin des Charmettes d'en Haut                                              | Sainte-Foy-Tarentaise          |         | à géolocaliser                   |                |                                                                                  |             | Image manquante Téléverser                                                         |
| Chapelle Saint-Aubin de Sainte-Foy-Tarentaise                                               | Sainte-Foy-Tarentaise          |         | à géolocaliser                   |                |                                                                                  |             | Image manquante Téléverser                                                         |
| Chapelle de l'Assomption de Sainte-Marie-d'Alvey                                            | Sainte-Marie-d'Alvey           |         | 45° 35′ 33″ nord, 5° 43′ 13″ est |                |                                                                                  |             | Chapelle de l'Assomption de Sainte-Marie-d'Alvey                                   |
| Chapelle Notre-Dame-du-Bon-Secours de la Pallud                                             | Sainte-Marie-de-Cuines         |         | à géolocaliser                   |                |                                                                                  |             | Image manquante Téléverser                                                         |
| Chapelle du Bonvoisin                                                                       | Sainte-Marie-de-Cuines         |         | 45° 19′ 59″ nord, 6° 17′ 28″ est |                |                                                                                  |             | Chapelle du Bonvoisin                                                              |
| Chapelle Notre-Dame d'Épernay                                                               | Sainte-Reine                   |         | 45° 37′ 02″ nord, 6° 08′ 46″ est |                |                                                                                  |             | Image manquante Téléverser                                                         |
| Chapelle Saint-Grat-et-Saint-Roch des Frasses                                               | Salins-les-Thermes             |         | à géolocaliser                   |                |                                                                                  |             | Image manquante Téléverser                                                         |
| Chapelle Notre-Dame-des-Sept-Douleurs de Sollières-Sardières                                | Sollières-Sardières            |         | à géolocaliser                   |                |                                                                                  |             | Image manquante Téléverser                                                         |
| Chapelle Saint-Bernard de Sollières-Endroit                                                 | Sollières-Sardières            |         | à géolocaliser                   |                |                                                                                  |             | Image manquante Téléverser                                                         |
| Chapelle Sainte-Barbe de Sardières                                                          | Sollières-Sardières            |         | à géolocaliser                   |                |                                                                                  |             | Image manquante Téléverser                                                         |
| Chapelle Saint-Pierre de Sollières-Envers                                                   | Sollières-Sardières            |         | à géolocaliser                   |                |                                                                                  |             | Image manquante Téléverser                                                         |
| Chapelle Notre-Dame-de-Grâce de Ragès                                                       | Sonnaz                         |         | 45° 37′ 42″ nord, 5° 54′ 38″ est |                |                                                                                  |             | Chapelle Notre-Dame-de-Grâce de Ragès                                              |
| Chapelle des Chavonnes                                                                      | Séez                           |         | à géolocaliser                   |                |                                                                                  |             | Image manquante Téléverser                                                         |
| Chapelle funéraire de l'abbé Chanoux de Séez                                                | Séez                           |         | 45° 40′ 24″ nord, 6° 52′ 44″ est |                |                                                                                  |             | Chapelle funéraire de l'abbé Chanoux de Séez                                       |
| Chapelle Notre-Dame-de-Liesse de Villard-Dessus                                             | Séez                           |         | à géolocaliser                   |                |                                                                                  |             | Image manquante Téléverser                                                         |
| Chapelle Sainte-Barbe des Gouillons                                                         | Séez                           |         | à géolocaliser                   |                |                                                                                  |             | Image manquante Téléverser                                                         |
| Chapelle Sainte-Brigide de Villard-Dessus                                                   | Séez                           |         | à géolocaliser                   |                |                                                                                  |             | Image manquante Téléverser                                                         |
| Chapelle Saint-Germain de Saint-Germain (Savoie)                                            | Séez                           |         | à géolocaliser                   |                |                                                                                  |             | Image manquante Téléverser                                                         |
| Chapelle Saint-Maurice de Villard-Dessous                                                   | Séez                           |         | à géolocaliser                   |                |                                                                                  |             | Image manquante Téléverser                                                         |
| Chapelle Saint-Michel du Noyeray                                                            | Séez                           |         | à géolocaliser                   |                |                                                                                  |             | Image manquante Téléverser                                                         |
| Chapelle Saint-Nicolas du Mont Villaret                                                     | Séez                           |         | à géolocaliser                   |                |                                                                                  |             | Image manquante Téléverser                                                         |
| Chapelle Notre-Dame-de-la-Visitation de Termignon                                           | Termignon                      |         | 45° 16′ 45″ nord, 6° 48′ 56″ est | « PA00118310 » | Classé MH                                                                        | 1987        | Chapelle Notre-Dame-de-la-Visitation de Termignon                                  |
| Chapelle du Sacré-Cœur des Champs                                                           | Termignon                      |         | à géolocaliser                   |                |                                                                                  |             | Image manquante Téléverser                                                         |
| Chapelle Saint-André de Termignon                                                           | Termignon                      |         | à géolocaliser                   |                |                                                                                  |             | Image manquante Téléverser                                                         |
| Chapelle Saint-Barthélemy de Plan-du-Lac                                                    | Termignon                      |         | à géolocaliser                   |                |                                                                                  |             | Image manquante Téléverser                                                         |
| Chapelle Saint-Bernard de Bramans                                                           | Termignon                      |         | à géolocaliser                   |                |                                                                                  |             | Image manquante Téléverser                                                         |
| Chapelle Saint-Jacques de Pierre-Blanche                                                    | Termignon                      |         | à géolocaliser                   |                |                                                                                  |             | Image manquante Téléverser                                                         |
| Chapelle Saint-Pierre d'Entre-deux-Eaux                                                     | Termignon                      |         | à géolocaliser                   |                |                                                                                  |             | Image manquante Téléverser                                                         |
| Chapelle Saint-Roch de Termignon                                                            | Termignon                      |         | à géolocaliser                   |                |                                                                                  |             | Chapelle Saint-Roch de Termignon                                                   |
| Chapelle du Molard-du-Temps de Thoiry                                                       | Thoiry                         |         | à géolocaliser                   |                |                                                                                  |             | Image manquante Téléverser                                                         |
| Chapelle Saint-Jacob de Saint-Jacob                                                         | Thénésol                       |         | à géolocaliser                   |                |                                                                                  |             | Image manquante Téléverser                                                         |
| Chapelle Notre-Dame-des-Neiges de la Reculaz                                                | Tignes                         |         | à géolocaliser                   |                |                                                                                  |             | Image manquante Téléverser                                                         |
| Chapelle Saint-Bernard de Menthon du Franchet                                               | Tignes                         |         | à géolocaliser                   |                |                                                                                  |             | Image manquante Téléverser                                                         |
| Chapelle Sainte-Anne des Combes                                                             | Tignes                         |         | à géolocaliser                   |                |                                                                                  |             | Image manquante Téléverser                                                         |
| Chapelle Saint-Nicolas du Villaret des Brévières                                            | Tignes                         |         | à géolocaliser                   |                |                                                                                  |             | Image manquante Téléverser                                                         |
| Chapelle des Martinettes                                                                    | Tours-en-Savoie                |         | 45° 39′ 14″ nord, 6° 26′ 12″ est |                |                                                                                  |             | Image manquante Téléverser                                                         |
| Chapelle Sainte-Appolonie de Tours-en-Savoie                                                | Tours-en-Savoie                |         | à géolocaliser                   |                |                                                                                  |             | Image manquante Téléverser                                                         |
| Chapelle de Benet                                                                           | Ugine                          |         | 45° 44′ 52″ nord, 6° 26′ 17″ est |                |                                                                                  |             | Image manquante Téléverser                                                         |
| Chapelle d'Outrechaise                                                                      | Ugine                          |         | 45° 45′ 03″ nord, 6° 24′ 00″ est |                |                                                                                  |             | Image manquante Téléverser                                                         |
| Chapelle du cimetière de Héry                                                               | Ugine                          |         | 45° 46′ 24″ nord, 6° 28′ 25″ est |                |                                                                                  |             | Image manquante Téléverser                                                         |
| Chapelle Saint-Claude de Soney                                                              | Ugine                          |         | à géolocaliser                   |                |                                                                                  |             | Image manquante Téléverser                                                         |
| Chapelle Saint-Grat d'Outrechaise                                                           | Ugine                          |         | 45° 45′ 03″ nord, 6° 24′ 00″ est |                |                                                                                  |             | Image manquante Téléverser                                                         |
| Chapelle Saint-Roch de Lanslevillard Envers                                                 | Val-Cenis                      |         | 45° 17′ 21″ nord, 6° 54′ 45″ est |                |                                                                                  |             | Image manquante Téléverser                                                         |
| Chapelle Notre-Dame-de-la-Salette des Glières                                               | Val-Cenis                      |         | 45° 17′ 30″ nord, 6° 54′ 54″ est |                |                                                                                  |             | Image manquante Téléverser                                                         |
| Chapelle Saint-Jean-Baptiste de Lanslevillard                                               | Val-Cenis                      |         | 45° 17′ 21″ nord, 6° 54′ 19″ est |                |                                                                                  |             | Image manquante Téléverser                                                         |
| Chapelle Saint-Laurent de Lanslevillard                                                     | Val-Cenis                      |         | 45° 17′ 48″ nord, 6° 55′ 51″ est |                |                                                                                  |             | Image manquante Téléverser                                                         |
| Chapelle Sainte-Anne de Lanslevillard l'Adroit                                              | Val-Cenis                      |         | 45° 17′ 28″ nord, 6° 54′ 50″ est |                |                                                                                  |             | Image manquante Téléverser                                                         |
| Chapelle Sainte-Marie-Madeleine du Fornet                                                   | Val-d'Isère                    |         | à géolocaliser                   |                |                                                                                  |             | Image manquante Téléverser                                                         |
| Chapelle Saint-Roch de Val-d'Isère                                                          | Val-d'Isère                    |         | à géolocaliser                   |                |                                                                                  |             | Image manquante Téléverser                                                         |
| Chapelle Notre-Dame-de-Lourdes de Valezan                                                   | Valezan                        |         | 45° 34′ 37″ nord, 6° 41′ 50″ est |                |                                                                                  |             | Image manquante Téléverser                                                         |
| Chapelle du Mont Carmel de Geneuil                                                          | Valloire                       |         | 45° 09′ 34″ nord, 6° 26′ 29″ est |                |                                                                                  |             | Image manquante Téléverser                                                         |
| Chapelle Notre-Dame-de-la-Vie des Trois Croix                                               | Valloire                       |         | 45° 11′ 28″ nord, 6° 26′ 33″ est |                |                                                                                  |             | Image manquante Téléverser                                                         |
| Chapelle Notre-Dame-du-Bon-Secours de Tigny                                                 | Valloire                       |         | 45° 09′ 47″ nord, 6° 25′ 48″ est |                |                                                                                  |             | Image manquante Téléverser                                                         |
| Chapelle Saint-Bernard de la Borgé                                                          | Valloire                       |         | 45° 09′ 50″ nord, 6° 25′ 21″ est |                |                                                                                  |             | Chapelle Saint-Bernard de la Borgé                                                 |
| Chapelle Saint-Blaise de l'Archaz                                                           | Valloire                       |         | 45° 09′ 42″ nord, 6° 26′ 13″ est |                |                                                                                  |             | Image manquante Téléverser                                                         |
| Chapelle Saint-Claude des Verneys                                                           | Valloire                       |         | 45° 08′ 53″ nord, 6° 25′ 13″ est |                |                                                                                  |             | Image manquante Téléverser                                                         |
| Chapelle Saint-Claude du Col                                                                | Valloire                       |         | 45° 11′ 00″ nord, 6° 26′ 24″ est |                |                                                                                  |             | Image manquante Téléverser                                                         |
| Chapelle Sainte-Agathe de la Rivine                                                         | Valloire                       |         | 45° 08′ 13″ nord, 6° 25′ 05″ est |                |                                                                                  |             | Image manquante Téléverser                                                         |
| Chapelle Sainte-Madeleine du Poingt Ravier                                                  | Valloire                       |         | 45° 10′ 06″ nord, 6° 25′ 17″ est |                |                                                                                  |             | Chapelle Sainte-Madeleine du Poingt Ravier                                         |
| Chapelle Sainte-Marguerite des Granges                                                      | Valloire                       |         | 45° 10′ 34″ nord, 6° 26′ 07″ est |                |                                                                                  |             | Chapelle Sainte-Marguerite des Granges                                             |
| Chapelle Sainte-Thècle de Valloire                                                          | Valloire                       |         | 45° 10′ 14″ nord, 6° 25′ 49″ est |                |                                                                                  |             | Image manquante Téléverser                                                         |
| Chapelle Saint-Gras des Réaux                                                               | Valloire                       |         | 45° 07′ 04″ nord, 6° 25′ 22″ est |                |                                                                                  |             | Image manquante Téléverser                                                         |
| Chapelle Saint-Jacques du Villard                                                           | Valloire                       |         | 45° 10′ 51″ nord, 6° 25′ 41″ est |                |                                                                                  |             | Image manquante Téléverser                                                         |
| Chapelle Saint-Joseph de la Ruaz                                                            | Valloire                       |         | 45° 09′ 10″ nord, 6° 25′ 10″ est |                |                                                                                  |             | Image manquante Téléverser                                                         |
| Chapelle Saint-Pierre de Valloire                                                           | Valloire                       |         | 45° 09′ 29″ nord, 6° 25′ 26″ est |                |                                                                                  |             | Chapelle Saint-Pierre de Valloire                                                  |
| Chapelle de la Torelière                                                                    | Valmeinier                     |         | à géolocaliser                   |                |                                                                                  |             | Image manquante Téléverser                                                         |
| Chapelle de la Ville dessus                                                                 | Valmeinier                     |         | 45° 11′ 08″ nord, 6° 28′ 56″ est |                |                                                                                  |             | Image manquante Téléverser                                                         |
| Chapelle Notre-Dame-des-Neiges de Valmeinier                                                | Valmeinier                     |         | à géolocaliser                   |                |                                                                                  |             | Image manquante Téléverser                                                         |
| Chapelle Saint-Côme-et-Saint-Damien de la Duchère                                           | Valmeinier                     |         | à géolocaliser                   |                |                                                                                  |             | Image manquante Téléverser                                                         |
| Chapelle Saint-Fabien-et-Saint-Sébastien des Combes                                         | Valmeinier                     |         | à géolocaliser                   |                |                                                                                  |             | Image manquante Téléverser                                                         |
| Chapelle Saint-Joseph du Mélèze                                                             | Valmeinier                     |         | à géolocaliser                   |                |                                                                                  |             | Image manquante Téléverser                                                         |
| Chapelle Sainte-Brigitte de la Montée                                                       | Venthon                        |         | à géolocaliser                   |                |                                                                                  |             | Image manquante Téléverser                                                         |
| Chapelle Saint-Joseph de Villard-Léger                                                      | Villard-Léger                  |         | 45° 30′ 57″ nord, 6° 11′ 13″ est |                |                                                                                  |             | Chapelle Saint-Joseph de Villard-Léger                                             |
| Chapelle du Cudray                                                                          | Villard-sur-Doron              |         | 45° 43′ 28″ nord, 6° 31′ 06″ est |                |                                                                                  |             | Image manquante Téléverser                                                         |
| Chapelle du Mont                                                                            | Villard-sur-Doron              |         | 45° 43′ 32″ nord, 6° 29′ 57″ est |                |                                                                                  |             | Image manquante Téléverser                                                         |
| Chapelle Saint-Grat, Saint-Isidore et Notre-Dame-de-Pitié des Billords                      | Villard-sur-Doron              |         | 45° 42′ 59″ nord, 6° 29′ 57″ est |                |                                                                                  |             | Image manquante Téléverser                                                         |
| Chapelle Notre-Dame-du-Ski de station de la Toussuire                                       | Villarembert                   |         | 45° 15′ 14″ nord, 6° 15′ 51″ est |                |                                                                                  |             | Image manquante Téléverser                                                         |
| Chapelle Notre-Dame-du-Souvenir du Plan de la Milière                                       | Villargondran                  |         | à géolocaliser                   |                |                                                                                  |             | Image manquante Téléverser                                                         |
| Chapelle Sainte-Anne de Serpolière                                                          | Villargondran                  |         | à géolocaliser                   |                |                                                                                  |             | Image manquante Téléverser                                                         |
| Chapelle Saint-Roch de Villargondran                                                        | Villargondran                  |         | à géolocaliser                   |                |                                                                                  |             | Image manquante Téléverser                                                         |
| Chapelle Sainte-Apolonie du Bourget                                                         | Villarodin-Bourget             |         | à géolocaliser                   |                |                                                                                  |             | Image manquante Téléverser                                                         |
| Chapelle Saint-Roch de Villarodin                                                           | Villarodin-Bourget             |         | à géolocaliser                   |                |                                                                                  |             | Image manquante Téléverser                                                         |
| Chapelle Notre-Dame-des-Neiges de l'Orgère                                                  | Villarodin-Bourget             |         | 45° 13′ 38″ nord, 6° 40′ 23″ est |                |                                                                                  |             | Chapelle Notre-Dame-des-Neiges de l'Orgère                                         |
| Chapelle Sainte-Marguerite d'Amodon                                                         | Villarodin-Bourget             |         | 45° 12′ 50″ nord, 6° 40′ 51″ est |                |                                                                                  |             | Chapelle Sainte-Marguerite d'Amodon                                                |
| Chapelle Sainte-Marguerite du Planay                                                        | Villaroger                     |         | à géolocaliser                   |                |                                                                                  |             | Image manquante Téléverser                                                         |
| Chapelle Saint-Martin de la Savinaz                                                         | Villaroger                     |         | à géolocaliser                   |                |                                                                                  |             | Image manquante Téléverser                                                         |
| Chapelle Saint-Michel du Pré                                                                | Villaroger                     |         | à géolocaliser                   |                |                                                                                  |             | Chapelle Saint-Michel du Pré                                                       |
| Chapelle Saint-Jean-Baptiste du Pré-Derrière                                                | Villaroger                     |         | à géolocaliser                   |                |                                                                                  |             | Chapelle Saint-Jean-Baptiste du Pré-Derrière                                       |
| Chapelle de la commanderie de Vions                                                         | Vions                          |         | 45° 49′ 42″ nord, 5° 48′ 33″ est |                |                                                                                  |             | Image manquante Téléverser                                                         |
| Chapelle Notre-Dame-de-la-Montagne d'Yenne                                                  | Yenne                          |         | 45° 42′ 14″ nord, 5° 44′ 54″ est |                |                                                                                  |             | Chapelle Notre-Dame-de-la-Montagne d'Yenne                                         |
| Chapelle Notre-Dame-de-Bellevaux d'École                                                    | École                          |         | 45° 37′ 56″ nord, 6° 12′ 05″ est |                |                                                                                  |             | Image manquante Téléverser                                                         |
| Chapelle Saint-Bernard d'École                                                              | École                          |         | 45° 39′ 16″ nord, 6° 09′ 22″ est |                |                                                                                  |             | Image manquante Téléverser                                                         |